# علوم اعصاب اختیار
علوم اعصاب اختیار، بخشی از فلسفه اعصاب، مطالعه در زمینه‌های مربوط به اختیار با استفاده از علوم اعصاب و آنالیز چگونگی تأثیر گذاری یافته‌ها از این مطالعات در مباحث مربوط به اختیار است.

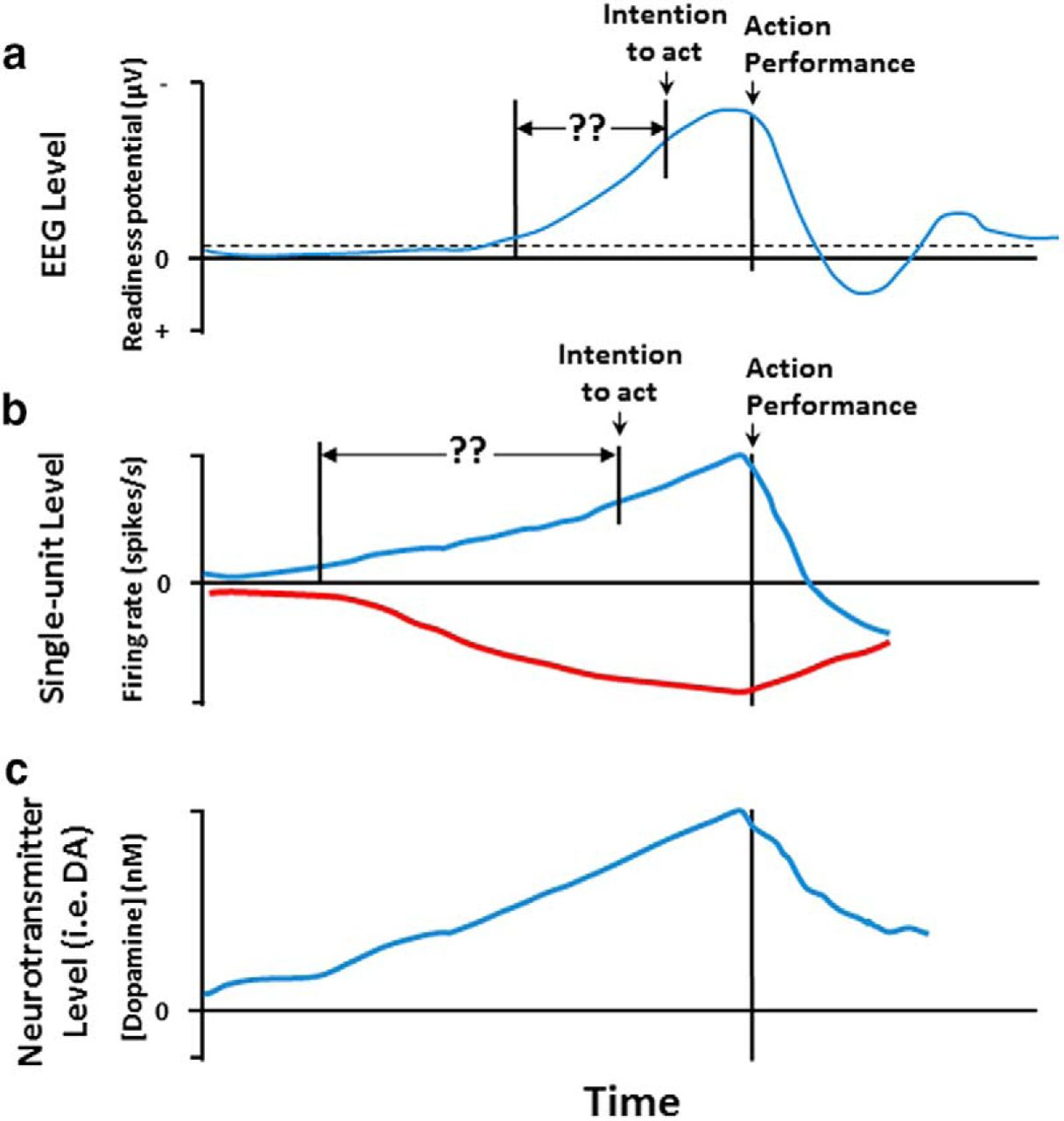
در چندین سطح مختلف، از انتقال دهنده‌های عصبی از طریق سرعت اسپایک نورون‌ها گرفته تا فعالیت کلی، به نظر می‌رسد فعالیت مغز قبل از حرکات «بالا می‌رود». این تصویر پتانسیل آمادگی (RP) را نشان می‌دهد، یک فعالیت فزاینده که با استفاده از EEG اندازه‌گیری می‌شود. شروع RP قبل از شروع قصد آگاهانه یا اصرار به عمل آغاز می‌شود. برخی اظهار داشتند که این نشان می‌دهد مغز ناخودآگاه قبل از آگاهی از آگاهی متعهد به تصمیم‌گیری می‌شود. برخی دیگر گفته‌اند که این فعالیت به دلیل نوسانات تصادفی در فعالیت مغز است که حرکات دلخواه و بی هدف را در پی دارد.

با امکان‌پذیر شدن مطالعه مغز انسان زنده، محققان شاهد فرایند تصمیم‌گیری نورون‌ها در حین رخ دادنشان در مغز شدند. مطالعات موارد غیرمنتظره ای در مورد اختیار، آگاهی انسان و مسئولیت اخلاقی نشان داده‌است. یکی از تحقیقات پیشگام در این زمینه توسط بنجامین لیبت و همکارانش در سال ۱۹۸۳ انجام شد و از آن زمان تا به حال پایه بسیاری از مطالعات بوده‌است.
درحالی که پژوهش‌های دیگر تلاش کردند تا اعمال شرکت کنندگان را قبل از این که توسط آنان انجام شوند پیش‌بینی کنند. کشف این که (چطور می‌دانیم که) چگونه ما مسئول حرکات اختیاری در مقابل حرکاتمان توسط نیرو خارجی هستیم، یا نقش آگاهی در تصمیم‌گیری بسته به نوع تصمیمی که می‌خواهیم بگیریم متفاوت است.
این زمینه به شدت بحث‌برانگیز باقی مانده‌است. بین محققان بحث در مورد یافته‌ها، معنا آنها، یا این که چه نتایجی می‌توان از آنها گرفت همیشه جدی بوده‌است. نقش دقیق آگاهی در تصمیم‌گیری و چگونه این نقش در انواع مختلف تصمیم‌ها متفاوت بوده، مبهم باقی مانده‌است.
فیلسوفانی مانند دنیل دنت و آلفرد میلی، زبان مورد استفاده محققان را در نظر می‌گیرند. آنها توضیح می‌دهند که اختیار، معنای متفاوتی برای افراد مختلف دارد. (به عنوان مثال، برخی از تصورات در مورد اختیار به این واقع اند که، ما به دوگانگی عزم راسخ و انعطاف‌پذیری نیاز داریم، و بعضی این چنین فکر نمی‌کنند). دنت اصرار دارد که بسیاری از وجوه مهم و مرسوم اختیار با یافته‌های که از علوم اعصاب به دست آمده هم خوانی دارد.

## مقدمه
علوم اعصاب اختیار، دو زمینه اصلی مطالعات را پوشش می‌دهد: اراده و اختیار. اراده، مطالعه اعمال داوطلبانه، و تعریف کردن آن سخت است. اگر اعمال انسانی را در امتداد طیف مشارکت خود در آغاز عمل در نظر بگیریم، در این صورت واکنش‌ها در یک طرف و اقدامات کاملاً داوطلبانه در طرف دیگر قرار دارند. این که چگونه این اعمال شروع می‌شوند و نقش آگاهی در به وجود آوردن آنها یک بخش عظیم در مطالعات اراده است. درون علوم اعصاب اختیار، احساس اختیار – آگاهی از شروع، انجام و کنترل کردن اعمال ارادی یک فرد – چیزی است که معمولاً مورد مطالعه قرار می‌گیرد.
یک یافته قابل توجه از مطالعات مدرن، این است که بنظر می‌رسد مغز انسان، تصمیم‌های معینی را قبل از این که از گرفتن آنها آگاه شود، می‌گیرد. محققان تاخیرهایی در حدود نیم ثانیه یا بیشتر را پیدا کرده‌اند. با تکنولوژی اسکن مغز، دانشمندان در سال ۲۰۰۸، با دقت ۶۰٪ پیش‌بینی کرده‌اند که ۱۲ نمونه آزمایش یه دکمه را با دست چپ یا راستشان تا ۱۰ ثانیه قبل از این که خود نمونه آزمایش از این که این تصمیم را گرفته آگاه شود، فشار می‌دهند. این یافته و یافته‌های دیگر باعث شدند دانشمندانی مانند، پاتریک هاگارد، برخی از تعاریف اختیار را رد کنند.
بسیار نامحتمل بنظر می‌آید که یک مطالعه بتواند تمام تعاریف اختیار را رد کند. تعاریف اختیار می‌تواند بسیار متفاوت باشد، و هرکدام باید به‌طور جداگانه با شواهد تجربی موجود مورد بررسی قرار بگیرد. همچنین تعدادی مسائل مربوط به مطالعات اختیار وجود دارد. به ویژه در مطالعات قبلی، تحقیقات متکی بر اقدامات خود آگاهی آگاهانه بود، اما تقریب‌های درون نگرانه از زمان‌بندی در برخی موارد نادقیق یا نادرست یافت شدند. هیچ سنجش مورد توافقی از فعالیت در زمینه آگاهانه تولید کردن اهداف ، انتخاب‌ها؛ تصمیم‌ها، وجود ندارد که باعث می‌شود مطالعه در زمینه آگاهی دشوار شود. نتایج به دست آمده از واحدهای سنجشی که به وجود آمده‌اند قابل بحث اند. چون لزوماً واحدهای سنجش برای ما چیزی را مشخص نمی‌کنند، به‌طور مثال یک کاهش ناگهانی در مطالعه چه چیزی را نشان می‌دهد. این کاهش ممکن است هیچ ارتباطی با تصمیم ناخودآگاه نداشته باشد چرا که تعداد زیادی از فرایندهای ذهنی در حین انجام یک عمل درحال اجرا هستند. اگرچه مطالعات اولیه بیشتر از نوار مغزی استفاده می‌کرده‌اند مطالعات جدید تر از Fmri، ضبط‌های تک نورونی، و سنجش‌های دیگر استفاده می‌کنند.
محقق Itzhak Fried می‌گوید که مطالعات حداقل نشان می‌دهند که آگاهی در مرحله ای دیرتر از تصمیم‌گیری به وجود می‌آید که قبلاً انتظار می‌رفت که ورژن‌هایی از اختیار را که می‌گویند هدف در ابتدا فرایند تصمیم رخ می‌دهد را به چالش می‌کشد.

### اختیار به عنوان توهم

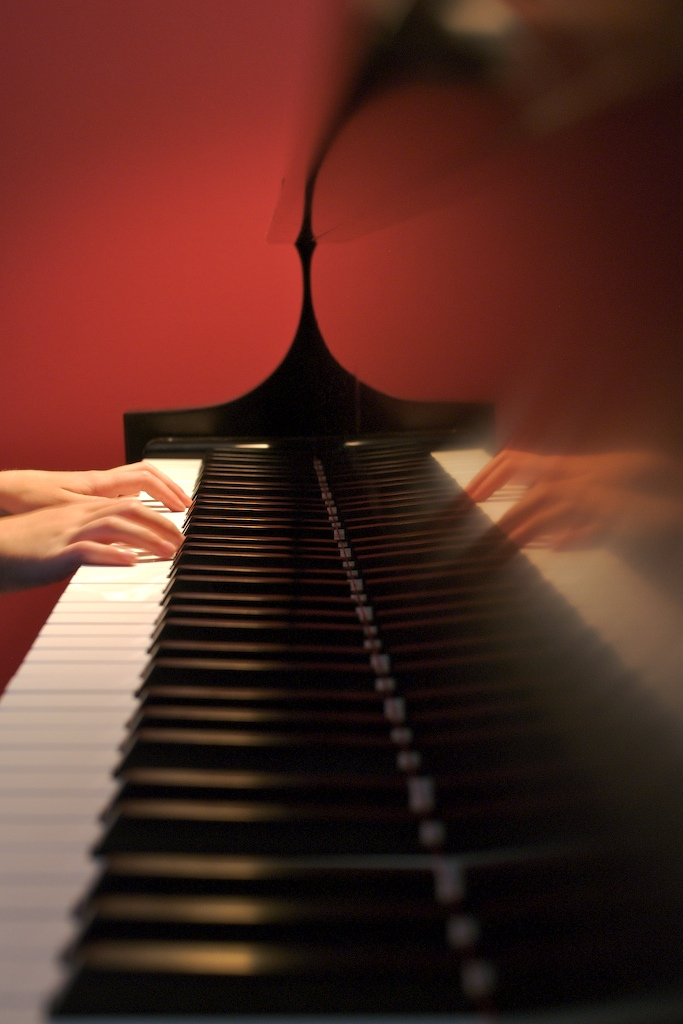
فعالیتی مانند نواختن پیانو ممکن است تعمدی باشد، اما به‌طور کلی نیاز به بسیاری از اقدامات تمرین شده در نظر گرفته می‌شود. مطالعات نشان می‌دهد که هر فشار اصلی می‌تواند ناخودآگاه راه اندازی شود.

به نظر می‌رسد کاملاً محتمل است که طیف وسیعی از عملکردهای شناختی، برای فشار دادن آزادانه یک دکمه ضروری باشد. تحقیقات نشان داده‌است که خودآگاه ما شروع کننده همه رفتارها نمی‌باشد. در عوض در مورد رفتار خود آگاه درحالی که قسمت‌های دیگر مغز و بدن آن را انجام می‌دهند یا برای انجام آن برنامه‌ریزی مکنند، هشدار داده می‌شود. این یافته‌ها تجربه آگاه را از یک نقش تعدیل بازنمی‌دارد، اگرچه احتمال آن وجود دارد که شکلی از فرایند ناخودآگاه، آن چیزی باشد که باعث تغییر در پاسخ رفتاری ما می‌شود. نقش فرایندهای ناخداگاه، ممکن است بیشتر از آنچه باشد که تصور می‌شد.
ممکن است، فکر کردن دربارهٔ نقش " تصمیم " ناخداگاه، کمی باعث سردرگمی ما شود، ممکن است که ما با این باور که خودآگاهی باعث حرکت بدن می‌شود، ارتباط را با علیت اشتباه بگیریم. این احتمال ممکن است با یافته‌هایی دربارهٔ تحریک‌های عصبی، آسیب مغزی تقویت شود اما همچنان دربارهٔ تفکرات درونی تحقیق می‌کنند. چنین تفکراتی نشان می‌دهد که، انسان به فرایند درونی دسترسی کامل ندارد. فهمیدن این که انسان اراده مصمم دارد (؟)، می‌تواند مسئولیت اخلاقی یا نداشتن مسئولیت اخلاقی را به همراه داشته باشد. دانشمندان علوم اعصاب و نویسنده، سم هریس، بر این باور هستند که عقیده این که قصد شروع کار است، اشتباه می‌کنیم. درواقع، هریس حتی دربارهٔ این که، "اختیار"، مبتنی بر درک مستقیم است انتقاد می‌کند: او می‌گوید، تفکر و تأمل دقیق، می‌تواند مارا دربارهٔ اختیار به شک بیندازد. هریس استدلال می‌کند: افکار به سادگی در مغز به وجود می‌آیند. آنها چه کار دیگری می‌توانند انجام دهند؟ حقیقت دربارهٔ ما از آنچه که تصور می‌کنیم هم عجیب تر است: توهم دربارهٔ اختیار خودش هم یک توهم است. والتر جکسون فریمن III، دانشمند علوم اعصاب، هنوز دربارهٔ قدرت سیستم ناخودآگاه و اقدامات برای تغییر جهان با توجه به اهداف ما صحبت می‌کند. او می‌نویسد: "کارهای عمدی ما، به‌طور مداوم در جهان جریان دارد، و جهان و روابط بدنی ما با آن تغییر می‌کند. این سیستم دینامیکی، در هرکدام از ما خود ما است، این اختیار است که مسئول است نه آگاهی ما که دائماً در تلاش است که با آنچه انجام می‌دهیم، همگام باشد. برای فریمن، قدرت قصد و عمل می‌تواند مستقل از آگاهی باشد.
یک تفاوت مهم، تفاوتی میان تصمیم نزدیک (proximal) و دور است. تصمیم نزدیک، لحظه ای هستند چرا که دربارهٔ رفتارهای حال حاضر اند، برای مثال، تصمیم برای الان بلند کردن دست یا الان فشار دادن دکمه نوعی از آزمایش لیبت است. تصمیم دور، با تأخیر رخ می‌دهند چرا که دربارهٔ رفتار در زمانی دورتر هستند. برای مثال، تصمیم گرفتن برای بعداً به فروشگاه رفتن. تحقیقات بیشتر روی تصمیم‌های نزدیک متمرکز است، اگرچه مشخص نیست یافته تا چه اندازه ای از یک نوع تصمیم به تصمیم دیگر تعمیم داده می‌شود.

### ارتباط تحقیقات علمی
برخی از متفکران علوم اعصاب و فیلسوفان مانند، آدینا راسکیس فکر می‌کنند که این مطالعات هنوز می‌تواند به مطابق با انتظار، نشان دهد که فاکتورهای فیزیکی در مغز، قبل از تصمیم‌گیری درگیر هستند. هاگارد در نقطه مقابل، معتقد است که " ما احساس می‌کنیم که انتخاب می‌کنیم، درحالی که نمی‌کنیم ". محقق جان دیلان هاینز، افزود: " چطور می‌توانم، یک تصمیم را مال خود بنامم، درحالی که حتی نمی‌دانم چه زمانی و برای چه کاری گرفته شده‌است ؟". فیلسوفان، والتر گلانون و آلفر میلی، معتقدند که برخی دانشمندان در مسیر درستی تحقیق می‌کنند، اما جلوه بدی از فیلسوفان مدرن به نمایش می‌گذارند. دلیل آن بخاطر این است که "اختیار" می‌تواند معناهای مختلفی داشته باشد: وقتی یک نفر می‌گوید " اختیار وجود ندارد، مشخص نیست که دقیقا منظورش از آن چیست ". میلی وگلانون می‌گویند که تحقیقات در دسترس، مدارک بیشتری بر علیه نظریه‌های دوگانگی اختیار را شامل اند – اما رد کردن آن برای دانشمندان علوم اعصاب کار آسانی است – میلی می‌گوید که بیشتر مباحث اختیار بیشتر در فرم‌های مادی گرایانه است. در این موارد، "اختیار" بیشتر به معنای "اجباری نبودن " یا این که " شخص در آن لحظه کار دیگری می‌توانست انجام دهد " است. وجود این انواع اختیار قابل بحث است. هرچند میلی قبول دارد که علم، با نشان دادن جزئیات بحرانی درمورد این که موقع تصمیم‌گیری چه اتفاقاتی در مغز رخ میده ادامه می‌دهد.
این مسئله ممکن است، به دلایل خوبی بحث‌برانگیز باشد: شواهدی موجود است که نشان می‌دهد، مردم معمولاً باور به اختیار را با قابلیت تأثیری گذاری در زندگی مرتبط می‌دانند. فیلسوف دنیل دنت و نویسنده
elbow room، و حامی نظریه اراده مصمم، بر این باور است که دانشمندان ریسک اشتباهی جدی کردن را می‌کنند. او می‌گود که انواعی از اختیار وجود دارد که با علم مدرن ناسازگار است .، اما او می‌گوید که این انواع اختیار ارزش خواستن را ندارد. انواع دیگر «اختیار» در احساس مسئولیت هدف افراد نقش محوری دارند، و بسیاری از این انواع اختیار با علم مدرن سازگاری دارند.
تحقیقات دیگری که در زیر دربارهٔ آنها توضیح داده شده، تازه شروع به روشن کردن نقشی که خودآگاهی در اعمال بازی می‌کنند، کرده‌اند و برای نتیجه‌گیری قاطع، در مورد گونه‌های معینی از اختیار بسیار زود است.
شایان ذکر است، چنین آزمایشهایی تا به حال فقط با تصمیمات اختیاری که در زمانی کوتاه (ثانیه ای) گرفته می‌شدند، مربوط بوده‌اند و ممکن است تأثیر مستقیمی روی تصمیمات اختیاری گرفته شده توسط نمونه در طی مدت چندین ثانیه، دقیقه، ساعت و بیشتر نداشته باشد. دانشمندان همچنین تا به حال تحقیقاتی درمورد رفتارهای بسیار ساده داشتند (مثل تکان دادن انگشت). آدینا راسکیس به پنج زمینه تحقیقات علوم اعصاب اشاره می‌کند: ۱-شروع شدن عمل ۲- قصد ۳-تصمیم ۴- مهار و کنترل ۵- پدیده‌شناسی اختیار، و راسکیس برای هرکدام از این زمینه‌ها نتیجه می‌گیرد که این علم ممکن است به درک ما از اراده یا "اختیار" توسعه دهد، اما همچنان هیچی برای توسعه " آزاد" از بحث "اراده آزاد " ارائه نمی‌دهد.
همچنین مسئله تأثیر اینگونه برداشت‌ها از رفتار افراد وجود دارد. در سال ۲۰۰۸، روانشناسان، کاتلین واس و جاناتان اسکولر یک مطالعه و تحقیق روی چگونگی رفتار افراد وقتی که مجبور می‌شوند که فکر کنند مصمم بودن درست است منتشر کردند. آنها از نمونه‌هایشان درخواست کردند که یکی از دو متن زیر را بخوانند: یکی نشان می‌دهد که رفتار، به فاکتورهای محیطی یا ژنتیکی که تحت کنترل خودمان نیست خلاصه می‌شود، دیگری دربارهٔ آنچه که رفتار را تحت تأثیر قرار می‌دهد چیزی نمی‌گوید. سپس شرکت کنندگان چند مسئله ریاضی را روی کامپیوتر حل کردند. اما دقیقاً قبل از شروع آزمایش، به آنها اطلاع داده شد که، به علت نقص فنی در کامپیوتر، گاهی برخی از جواب‌ها تصادفاً نمایش داده می‌شوند. اگر چنین اتفاقی افتاد، آنها باید بدون نگاه کردن به آن، از آن بگذرند. کسانی که پیام قطعی را خواندند بیشتر از آنها انتظار می‌رفت که در امتحان تقلب کنند.
واس و اسکولر پیشنهاد دادند که "شاید، انکار کردن اختیار بهانه ای برای هر طور رفتار کردن ایجاد کند "، هرچند، اگرچه مطالعات اولیه حاکی از آن بودند که باور به اختیار آزاد مربوط به رفتارهای قابل تشویق از لحاظ اخلاقی هستند، برخی مطالعات جدید یافته‌های متناقضی را گزارش کرده‌اند.

## آزمایش‌های قابل توجه

### آزمایش لیبت

آزمایش لیبت: (۰) سکون، تا زمانی که (۱) پتانسیل آمادگی شناسایی شود، (۲-لیبتW) داوطلب با احساس قصد خود یک نقطه را حفظ می‌کند، و سپس (۳) عمل می‌کند.

یک آزمایش پیشگام در این زمینه توسط بنجامین لیبت در سال ۱۹۸۰ ارایه شد که در آن از نمونه‌ها درخواست می‌کرد زمانی تصادفی را برای تکان دادن مچ دستشان انتخاب کنند و او همزمان فعالیت مربوط در مغزشان را اندازه‌گیری کند (در واقع به‌وجود آمدن سیگنالهای الکتریکی که توسط کورنهابر و دیک در سال ۱۹۶۵ کشف وپتانسیل پایه نام گذاری شد). اگرچه از گذشته می‌دانستند که پتانسیل پایه (Bereitschaftspotential) زودتر از فعالیت فیزیکی رخ می‌دهد پرسش لیبت این بود که چگونه به احساس قصد برای حرکت کردن مربوط می‌شود. برای اینکه تعیین کند چه موقع نمونه قصد برای حرکت کردن را احساس می‌کند او از آنها خواست که موقعی که قصد برای حرکت را آگاهانه احساس کردند به عقربهٔ بزرگ ساعت نگاه کنند و موقعیت آن را گزارش دهند. لیبت متوجه شد که فعالیت ناخودآگاه مغز که در ادامه به تصمیم آگاه برای حرکت مچ می‌رسد در حدود نیم ثانیه قبل از اینکه نمونه آگاهانه متوجه شود باید مچش را حرکت دهد شروع می‌شود. یافته‌های لیبت نشان از آن دارند که تصمیمات گرفته شده توسط نمونه اول در حدود ناخودآگاه ایجاد و سپس به یک تصمیم آگاه تبدیل می‌شوند و باور نمونه به اینکه این اتفاق به درخواست ارادهٔ آنها رخ داد به دلیل دید گذشته نگرانهٔ آنها نسبت به این اتفاق بود.
دنیل دنت از تفسیر این یافته‌ها به دلیل آنکه افراد باید توجه خود را از قصد خود به ساعت تغییر دهند و اینکه این باعث می‌شود که تطابق زمانی میان زمانی که فرد اراده را احساس می‌کند و زمانی که موقعیت عقربه ساعت را درک می‌کند از بین رود، انتقاد کرد. مطابق با این گفته تحقیقات مختلفی نشان می‌دهند که بسته به توجه اعداد دقیق، تغییر می‌کنند. با وجود تفاوت‌های عددی موجود اما یافتهٔ اصلی استوار بوده. فیلسوف آلفرد میلی به دلایلی دیگر از این آزمایش انتقاد می‌کند. او که خود در این آزمایش شرکت کرده می‌گوید "آگاهی از قصد برای حرکت" در بهترین حالت احساسی مبهم است. به همین دلیل او نسبت به تفاسیر گزارش‌های زمانی نمونه‌ها برای مقایسه با "پتانسیل پایه(Bereitschaftspotential)" آنها مشکوک باقی ماند.

#### انتقادات

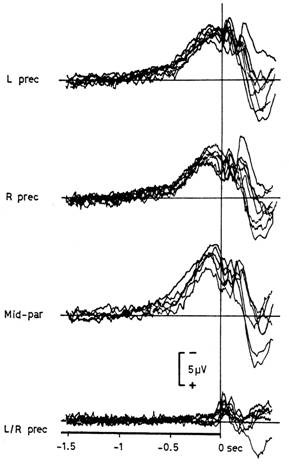
ضبط معمولی پتانسیل آمادگی که توسط کورنهابر ودیک در سال ۱۹۶۵ انجام شد. بنجامین لیبت بررسی کرد که آیا این فعالیت نورونی با "قصد احساس" (یا اراده) حرکت افراد آزمایشی مطابقت دارد یا خیر.

در آزمایشی مشابه هاگارد و آیمر درخواست کردند که نه تنها نمونه زمان تکان دادن دستش را انتخاب کند بلکه همچنین از او خواستند که انتخاب کند کدام دستش را تکان دهد. در این حالت احساس قصد بسیار بیشتر با "پتانسیل آماده‌سازی جانبی(lateralized readiness potential) همخوانی داشت. یک پتانسیل مربوط به اتفاقی که تفاوت فعالیت نیم کرهٔ چپ و راست را اندازه می‌گیرد. هاگارد و آیمر می‌گویند احساس ارادهٔ آگاه باید بعد از تصمیم برای تکان دادن کدام دست اتفاق بیافتد چرا که LRP (laterized readiness potential) تصمیم برای تکان دادن دست انخابی را بازتاب می‌دهد.
یک آزمایش مستقیم تر از رابطه میان پتانسیل آمادگی و " آگاهی از قصد حرکت " توسط بنک و آیشام در سال ۲۰۰۹ ارائه شد. در مطالعات آنها، یک نمونه مشابه آزمایش لیبت که روی شرکت کنندگان انجام می‌شد، در آن بعد از شنیدن یک صدا با تأخیر و بعد از آن فشار دادن یک دکمه را به دنبال داشت. در نتیجه آن، شرکت کنندگان تحقیق زمان قصدشان برای عمل را نشان دادند (برای مثال w لیبت). اگر w در زمان ۰ در حالت پتانسیل آمادگی قرار داشته باشد، w تحت تأثیر اطلاعات بعد از عمل قرار نمی‌گیرد. هرچند یافته‌ها از این مطالعه نشان می‌دهند که w درواقع سیستماتیک با زمان پخش صدا تغییر می‌کند، که نشان می‌دهد حداقل بخشی از w گذشته نگرانه بازسازی می‌شود، نه این که از قبل توسط پتانسیل آمادگی معین شود.
یک مطالعه که توسط جف میلر و جودی ترونا که درسال ۲۰۰۹ ارائه شد، نشان از آن دارد که سیگنال پتانسیل آمادگی در آزمایش لیبت یک تصمیم برای حرکت را نمایش نمی‌دهد. بلکه این فقط نشانه ای از توجه مغز است. در این آزمایش، آزمایش لیبت کلاسیک توسط پخش یک صدا که برای داوطلبان نشان از آن داشت که کلید را فشار دهند یا ندهد، بهبود داده شد. محققان دریافتند که در هردو حالت سیگنال (rp) یکسان بود. صرف نظر از این که داوطلبان انتخاب کرده‌اند فشار دهند یا ندهند. که نشان از آن داشت که سیگنال rp بیانگر آن نیست که تصمیمی گرفته شده باشد.
در آزمایش دوم، محققان از داوطلبان خواستند که دست چپ یا راست را برای فشار دادن کلید انتخاب کنند درحالی که خودشان سیگنال‌های مغزی آنها را بررسی می‌کردند، و آنها هیچ تطابقی میان سیگنال‌ها و دست انتخابی پیدا نکردند. این انتقاد توسط محقق اختیار پاتریک هاگارد، مورد انتقاد قرار گرفت، که با اشاره به ادبیات که دو جریان مختلف در مغز که به عمل منتهی می‌شود را جدا می‌کند: یک جریان "پاسخ محرک " و جریان "داوطلبانه ". طبق گفته‌های هاگارد، محققانی که محرک‌های خارجی استفاده می‌کنند ممکن است که جریان داوطلبانه پیشنهادی و همچنین فرضیات لیبت در مورد عمل‌های خودجوش درونی را مورد آزمایش قرار ندهند.
تفاسیر لیبت از بالا رفتن فعالیت مغزی مقدم بر گزارش آگاهانه " اراده " انتقادهای شدیدی را برمی‌انگیزد. تحقیقات از قابلیت شرکت کنندگان برای گزارش زمان "اراده" سؤال کرده. نویسندگان متوجه شده‌اند که فعالیت‌های قبل از قشر حرکتی مغز(preSMA)، توسط توجه تعدیل می‌شود (توجه ۱۰۰ میلی ثانیه قبل از سیگنال حرکت رخ می‌دهد)، و فعالیت اولیه گزارش شده می‌تواند محصولی از توجه به حرکت باشد. آنها همچنین متوجه شدند که درک شروع قصد به فعالیت نورونی که بعد از انجام عمل اتفاق می‌افتد، بستگی دارد. تحریک مغناطیسی مغز از طریق جمجمه(TMS) که روی فعالیت‌های قبل از قشر حرکتی مغز(preSMA) اعمال شده بعد از این که شرکت کننده عملی را انجام می‌دهد درک شروع از قصد حرکت در زمان برعکس و درک زمان انجام عمل روبه جلو تغییر داد.
بقیه حدس می‌زدند که فعالیت‌های نورونی قبلی که توسط لیبت گزارش شد، ممکن است میانگین زمانی مصنوعی اراده باشد، درحالی که فعالیت نورونی همیشه قبل از «اراده» گزارش شده، اتفاق نمی‌افتد. در یک تکرار مشابه آنها گزارش داده‌اند هیچ تفاوتی میان نشانه‌های الکتروفیسیولوژی قبل از تصمیم برای حرکت نکردن و قبل از تصمیم برای حرکت کردن وجود ندارد.
علی‌رغم تفاسیر محبوب یافته‌هایش، لیبت آزمایشش را با عنوان ناکارآمدی اختیار آگاهانه تفسیر نکرد – او اشاره می‌کند که اگرچه تمایل برای فشار دادن یک دکمه ممکن است برای مدت ۵۰۰ میلی ثانیه طول بکشد تا ایجاد شود، اختیار خودآگاهانه حق مخالفت با هر عملی را در لحظه حفظ می‌کند. طبق این مدل برانگیزش‌های ناخودآگاهانه بر انجام یک عمل ارادی می‌تواند توسط تلاش‌های آگاهانه نمونه سرکوب شوند (free won’t). یک مقایسه دربارهٔ یک بازیکن گلف که ممکن است چوب گلف را قبل از زدن به توپ چندین بار تکان دهد، انجام شد. این عمل در آخرین میلی ثانیه مورد تأیید قرار می‌گیرد. با این حال مکس ولمنز، استدلال می‌کند که ممکن است "نخواستن آزادانه (free won)" به اندازه " اراده آزادانه " به آمادگی نورونی نیاز داشته باشد.
بعضی از مطالعات هرچند که یافته‌های لیبت را به برخی از انتقادات اصلی اشاره می‌کنند، تکرار کردند. یک مطالعه در سال ۲۰۱۱ توسط آیزاک فراید انجام شد، نشان داد که هر تک نورون دو ثانیه قبل از اراده گزارش شده برای انجام عمل، اسپایک می‌زنند (خیلی قبل تر از این که نوار مغزی چنین واکنشی را پیش‌بینی کنند). این امر با کمک بیماران صرعی داوطلب، که به هر حال برای ارزیابی و درمان نیاز به الکترودهای کاشته شده در اعماق مغز خود داشتند، محقق شد. اکنون محققان قادر هستند که بیماران بیدار و درحال حرکت را مورد مطالعه قرار دهند، محققان ناهنجاری‌های زمانی که توسط لیبت کشف شده بودند را تکرار کردند. مشابه همین آزمایش‌ها، چان سیونگ سون، آنا هانزی هه، استفان بوده و جان دیلان هاینز یک مطالعه در سال ۲۰۱۳ ارائه دادند که ادعا می‌کرد که قادر است انتخاب برای جمع یا تفریق را قبل از این که نمونه آن را گزارش کند، پیش‌بینی کند.
ویلیام آر. کلم به عدم نتیجه‌گیری این آزمونها به دلیل محدودیتهای طراحی و تفسیر داده‌ها اشاره کرد و آزمایش‌هایی با ابهام کمتر پیشنهاد کرد. درحالی که مانند روی اف. بامایستر یا دانشمندان علوم اعصاب کاتولیک مانند Tadeusz Pacholczyk وجود اختیار آزادانه را تأیید می‌کرد. آدریان جی. گوگیزبرگ، آنائیس موتاز هم یافته‌های آیزاک فراید را به چالش کشیدند.
یک مطالعه توسط آرون شورگر و همکارانش در مقالات آکادمی ملی علوم ایالت متحده آمریکا (PNAS) منتشر شد، فرضیات مربوط به ذات پتانسیل آمادگی را به چالش کشید، که نتایج به دست آمده از مطالعات لیبت و فراید را رد می‌کند.

### اعمال ناخودآگاه

#### زمان‌بندی قصد نسبت به عمل کردن
یک مطالعه توسط مازائو ماتسوهاشی و مارک هالت، که در سال ۲۰۰۸ منتشر شد ادعا می‌کند که یافته‌های لیبت را بدون تکیه کردن بر گزارش نمونه یا حفظ کردن ساعت توسط شرکت کنندگان تکرار کرده‌است. نویسندگان بر این باوراند که، روش آنها می‌تواند زمانی (T) را که نمونه از حرکت خود آگاه می‌شود را مشخص کند. ماتسوهاشی و هالت می‌گویند نه تنها T تغییر می‌کند بلکه بعضی اوقات بعد از اولین فازهای شروع حرکت، رخ می‌دهد. آنها نتیجه می‌گیرند که آگاهی فرد، نمی‌تواند علت حرکت باشد. و در عوض ممکن است فقط متوجه حرکت باشد.

#### آزمایش

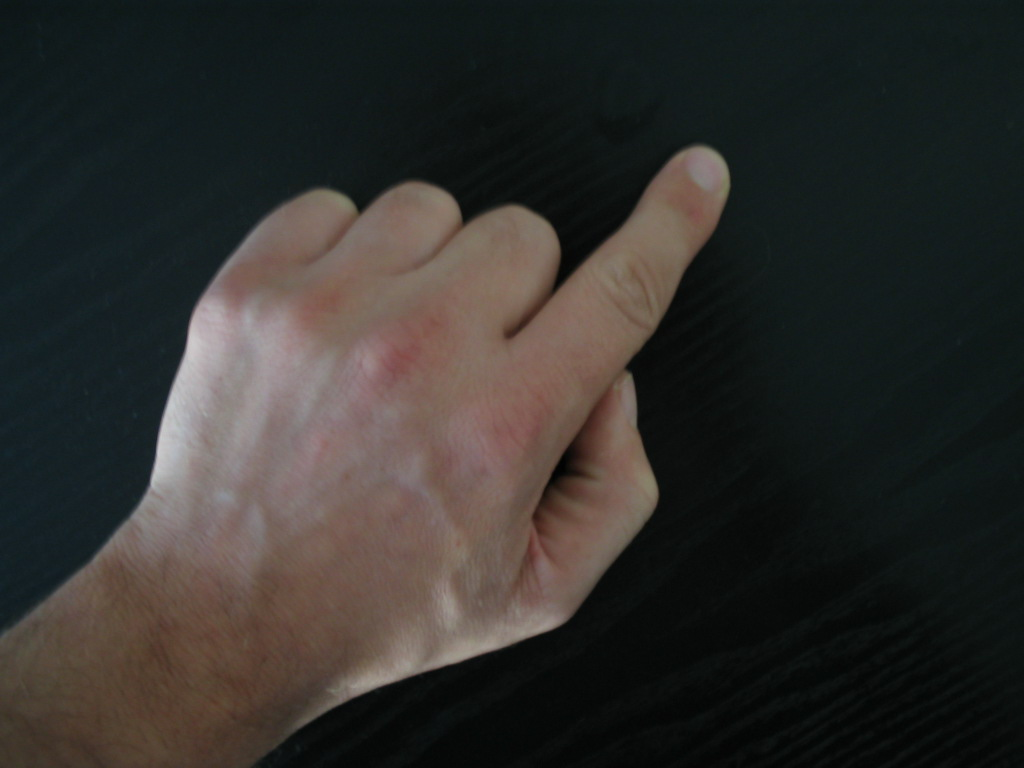
تشخیص دقیقاً زمانی که شخص از عمل خود آگاه است دشوار است. برخی از یافته‌ها نشان می‌دهد که آگاهی پس از شروع فعالیت‌های نورونی در مغز حاصل می‌شود.

مطالعه ماتسوهاشی و هالت می‌تواند به این شکل خلاصه شود. محققان فرض کردند که، اگر خودآگاه ما همان چیزی باشد که باعث پیدایش حرکت می‌شود (شروع یک عمل) طبیعتاً خودآگاه ما باید قبل از هر حرکتی رخ دهد. در غیر این صورت، اگر فقط بعد از آغاز هر حرکت ازآن آگاه شویم، آگاهی ما نمی‌تواند دلیل آن حرکت خاص باشد. به بیان ساده، قصد خودآگاهانه باید زودتر از عمل اتفاق بیوفتد اگر که علت آن باشد.
برای آزمایش این فرضیه، ماتسوهاشی و هالت از داوطلبان خواستند، که در بازه زمانی تصادفی انگشتان خود را سریع تکان دهند، درحالی که برای انجام این حرکات برنامه‌ریزی نمی‌کنند بلکه این حرکات را فوراً بعد از این که به آن فکر می‌کنند، انجام می‌دهند. یک صدای از بیرون کنترل شده به معنای "سیگنال ایست " در بازه‌های زمانی شبه تصادفی، پخش می‌شد و داوطلبان می‌بایست بعد از شنیدن این صدا، با وجود آگاهی از قصد فوری به حرکت، قصد خود به حرکت را لغو می‌کردند. هروقت که عملی انجام می‌شد (حرکت انگشت)، نویسندگان هر صدایی را که قبل از عمل پخش می‌شد را ضبط می‌کردند (رسم می‌کردند)، نمودار صداها قبل از عمل‌ها، فقط صداهای (a) قبل از این که حتی نمونه از "شروع حرکتش" باخبر شود (درغیر این صورت آنها از حرکت بازایستاده اند یا با آن مخالفت کردند) و صداهای (b) بعد از این که برای مخالفت کردن با عمل بسیار دیر شده. نمودار صداهای گروه (b) از اهمیت کمی برخورد دارند.
در این کار، «پیدایش حرکت» به عنوان فرایندی از مغز برای ایجاد حرکت تعریف می‌شود. که مشاهدات فیزیولوژیکی (از طریق الکترودها) نشان از آن دارد که ممکن است قبل از هوشیاری آگاهانه قصد به حرکت اتفاق بیوفتد.
محققان با بررسی اینکه چه زمانی تن‌ها مانع از اقدامات می‌شوند، می‌دانند که مدت زمانی (در چند ثانیه) که وقتی یک فرد قصد آگاهانه برای حرکت سوژه را دارد و حرکت را انجام می‌دهد، وجود دارد. این لحظه هوشیار را T می‌نامند (میانگین زمان خودآگاهی برای حرکت). با نگاه کردن به مرز صداها و نبود صداها می‌تواند پیدا شود. این محققان را قابل می‌سازد که، زمان‌بندی قصد خودآگاهانه برای حرکت را بدون تکیه بر علم نمونه یا تقاضا از آنها برای تمرکز روی ساعت تقریب بزنند. آخرین مرحل آزمایش، مقایسه کردن زمان T برای هرکدام از نمونه‌ها با مقادیر پتانسیل مربوط به رویدادشان است، که زمان شروع حرکت انگشت آن هارا نشان می‌دهد.
محققان متوجه شدند که زمان قصد آگاهانه برای حرکت، T، معمولاً برای علت پیدایش حرکت بودن خیلی دیر اتفاق می‌افتد. نمودار یکی از نمونه‌ها را در پایین می‌بینیم، اگرچه در نمودار نشان داده نشده اما پتانسیل آمادگی نمونه به ما می‌گوید که اعمال او در ثانیه -۲٫۸ شروع می‌شود و با این وجود، این اساساً زودتر از قصد خودآگاهانه او، زمان T(-1.8 ثانیه)، برای حرکت است. ماتسوهاشی و هالت نتیجه گرفتند که احساس قصد خود آگاهانه برای حرکت باعث پیدایش حرکت نمی‌شود، هردو احساس قصد و حرکت به خودی خودش حاصل فرایند نا خود آگاه هستند.

#### تحلیل و تفسیر

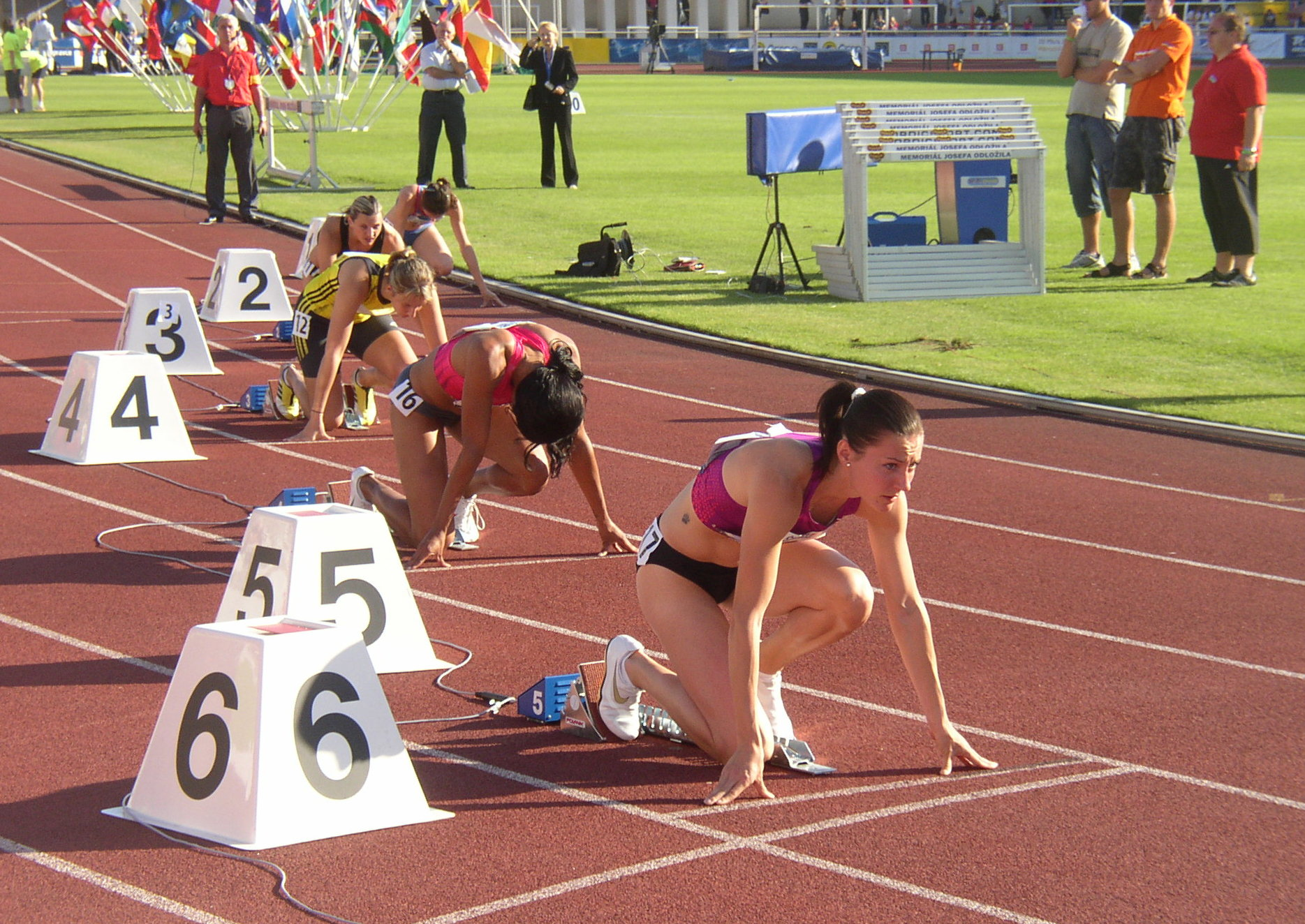
از یک "سیگنال نویزی" ساده استفاده می‌شود، اما این برای هشدار دادن به شرکت کنندگان است که آنها باید از هرگونه اقدامی که از آن آگاه هستند جلوگیری کنند.

نمودار صدا همان‌طور که در زمان قبل از هر اقدامی ظاهر شد (یا نشد). در این حالت، محققان بر این باورند که آزمودنی در حدود ۱٫۸ ثانیه از اعمال خود آگاه می‌شود (این زمان "T" است). ضبط‌های ERP یک سوژه معمولی نشان می‌دهد آماده‌سازی حرکت از ۲٫۸ ثانیه است.

این مطالعه از برخی جهات مشابه آزمایش لیبت است: مجدداً از داوطلبانه خواسته شد که در فواصل زمانی کوتاه و به ترتیب خاصی، انگشتان خود را حرکت دهند. در این ورژن از آزمایش، زمان‌های تصادفی ای را برای " قطع صداً در زمان این حرکت از قبل طراحی شده معرفی کردند. اگر شرکت کنندگان از قصد حرکت خود آگاه نبودند، به راحتی صدا را نادیده می‌گرفتند. از طرفی اگر آنها در زمان شنیدن صدا، از قصد به حرکت خود آگاه بودند، سعی می‌کردند با آن مخالفت کنند، سپس قبل از ادامه حرکت از قبل تعیین شده کمی استراحت کنند. طراحی این آزمایش به ماتسوهاشی و هالت اجازه داد تا ببینند که در زمان رخ دادن چه صدایی نمونه انگشت خود را حرکت می‌دهد. هدف این بود که w لیبت را با تخمین زمانی خودشان از زمان قصد آگاهانه حرکت که آن را T می‌نامند، معادل تشخیص دهند.
آزمایش این فرضیه که «قصد آگاهانه پس از آغاز پیدایش حرکت رخ می‌دهد» محققان را ملزم به تجزیه و تحلیل توزیع پاسخ به صدا قبل از عمل می‌کند. ایده این است که، پس از زمان T، صداها منجر به مخالفت و در نتیجه نمایشی کاهش یافته، در داده‌ها می‌شوند. همچنین یک نقطه بدون بازگشت مانند P وجود دارد که در آن صدا خیلی نزدیک به شروع حرکت است تا جنبش رد شود. به عبارت دیگر، محققان انتظار داشتند موارد زیر را بر روی نمودار مشاهده کنند: بسیاری از پاسخهای سرکوب نشده به صداها در حالی که افراد هنوز از پیدایش حرکتی خود آگاهی ندارند و به دنبال آن تعداد پاسخهای سرکوب نشده به صداها که در طی یک دوره مشخص از زمانی که نمونه از قصد خود آگاه بوده و هرگونه حرکتی را متوقف می‌کند، و نهایتاً هنگامی که افراد وقت کافی برای پردازش صدا و جلوگیری از یک عمل را ندارند، مجدداً پاسخ‌های سرکوب نشده را به صدا افزایش می‌دهند - آنها «نقطه بازگشت» عمل را پشت سر گذاشته‌اند این دقیقاً همان چیزی است که محققان پیدا کردند (نمودار سمت راست را در زیر ببینید).
نمودار زمانهایی را نشان می‌دهد که هنگام حرکت داوطلب، پاسخهای سرکوب نشده به زنگها رخ داده‌است. وی پاسخهای زیادی را نسبت به صداها (که به آنها «رویدادهای تن» می‌گویند) به‌طور متوسط تا ۱٫۸ ثانیه قبل از شروع حرکت نشان داد، اما بلافاصله بعد از آن رخ داد کاهش قابل توجهی در صداها وجود داشت. احتمالاً دلیل این امر این است که فرد معمولاً از قصد خود برای حرکت در حدود ۱٫۸ ثانیه مطلع می‌شود، که سپس به عنوان نقطه T برچسب گذاری می‌شود. از آنجا که اگر یک صدا پس از نقطه T رخ دهد، با اکثر اقدامات مخالفت می‌شوند، در آن محدوده تعداد وقایع بسیار کمی وجود دارد. سرانجام، یک افزایش ناگهانی در تعداد رویدادهای صدا در ۰٫۱ ثانیه وجود دارد، به این معنی که این موضوع از نقطه P عبور کرده‌است. ماتسوهاشی و هالت توانستند بدون گزارش ذهنی یک میانگین زمان T (− ۱٫۸ ثانیه) ایجاد کنند. بدین ترتیب، آنها با اندازه‌گیری حرکت ERP که به‌طور متوسط در حدود ۲٫۸ ثانیه حرکت را برای این شرکت کننده تشخیص داده بود، مقایسه کردند. از آنجا که T، مانند W اصلی لیبت، اغلب پس از آغاز پیدایش حرکت یافت می‌شود، نویسندگان نتیجه گرفتند که تولید آگاهی پس از آن یا به موازات عمل رخ می‌دهد، اما مهم‌تر از همه، که احتمالاً دلیل این حرکت نیست.

#### انتقادات
هاگارد سایر مطالعات مانند آنچه که در گذشته دربارهٔ سطوح دیگر نورون‌ها توضیح داده شد را چنین توصیف می‌کند که «تأیید اطمینان بخشی از مطالعات قبلی است که جمعیت‌های نورونی را ثبت کرده‌است». توجه داشته باشید که این نتایج با استفاده از حرکات انگشت جمع شده‌است و ممکن است لزوماً به سایر اقدامات مانند تفکر، یا حتی سایر اقدامات حرکتی در شرایط مختلف تعمیم داده نشود. در واقع، عمل برنامه‌ریزی کردن انسان پیامدهای مربوط به اختیار را به همراه دارد و بنابراین، این توانایی را باید با هر نظریه تصمیم‌گیری ناخودآگاه توضیح داد. فیلسوف آلفرد میلی نیز در نتیجه‌گیری این مطالعات شک دارد. وی توضیح می‌دهد که صرف اینکه حرکتی ممکن است قبل از اینکه «خودآگاه» ما از آن آگاه شود آغاز شود، به این معنی نیست که آگاهی ما فرصت تأیید، اصلاح یا کنسل کردن این عمل را ندارد.

### لغو ناخودآگاه عمل
احتمال این که " نخواستن آزادانه " انسان نیز از اختیارات ضمیر ناخودآگاه باشد، درحال بررسی است.

#### قضاوت گذشته نگر از انتخاب آزاد

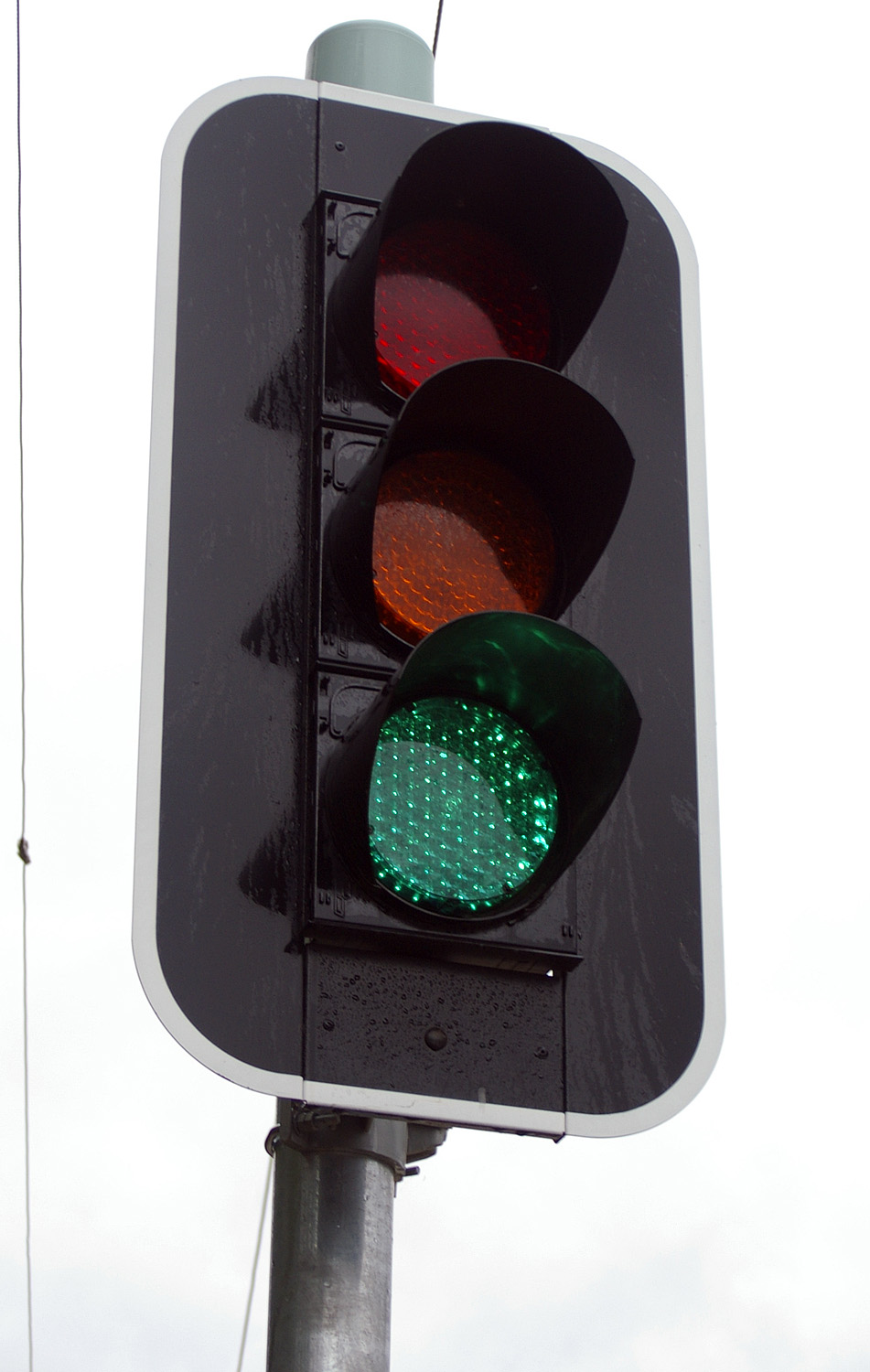
با روشن شدن چراغ سبز به زرد، به نظر می‌رسد تحقیقات نشان می‌دهد که [انسان] نمی‌تواند تفاوت بین "تصمیم‌گیری" برای ادامه رانندگی و نداشتن اصلاً وقت تصمیم‌گیری را تشخیص دهد.

تحقیقات اخیر که توسط سیمون کوهن و مارسل براس انجام شده حاکی از آن است که خودآگاهی ما علت انجام ندادن برخی اعمال در لحظهٔ آخر نمی‌باشد. اول از همه، آزمایش آنها به ایده ساده ای تکیه دارد که ما باید وقتی آگاهانه عملی را لغو می‌کنیم، آن را بدانیم (بدین معنا که باید اطلاعاتی از آن در دسترسمان باشد). ثانیاً نشان از آن دارد که اگر اطلاعات در دسترسمان بود باید برای انسان راحت باشد که بعد از انجام عمل تعیین کند که آیا ناگهانی (زمانی برای تصمیم‌گیری موجود نباشد) یا زمانی برای محاسبه موجود بوده (شرکت کننده تصمیم برای انجام دادن یا ندادن آن عمل گرفته باشد). مدارک حاکی از آن بودند که نمونه‌ها نتوانستند این تفاوت مهم را از یکدیگر تشخیص دهند. این برخی از وجوه "اختیار" را در مقابل "توهم درون نگری(Introspection illusion)" آسیب‌پذیر می‌کند. محققان نتایج خود را به این معنی تفسیر می‌کنند که تصمیم برای "لغو" یک عمل ناخودآگاه تعیین می‌شود همان‌طور که عمل نیز ممکن است توسط ناخودآگاه شروع شود.

#### آزمایش
این آزمایش شامل درخواست از داوطلبان برای پاسخ دادن به یک سیگنال برای رفتن با فشار دادن یک دکمه الکترونیکی «رفتن» در سریع‌ترین واکنش ممکن است. در این آزمایش سیگنال رفتن یک محرک دیداری بود که توسط یک مانیتور نشان داده می‌شد (مطابق با عکس یا چراغ سبز). مدت زمان واکنش شرکت کننده‌ها در این مرحله که «آزمایش‌ها پاسخ اولیه» توصیف شد جمع‌آوری می‌شوند.
آزمایش‌ها پاسخ اولیه نیز پیشرفت داده شدند به طوری که در ۲۵٪ سیگنالها برای رفتن بلا فاصله سیگنال «ایست» یا «تصمیم بگیر» نمایش داده می‌شد. بقیهٔ سیگنال‌ها با تأخیر و به‌طور تصادفی تا ۲ ثانیه بعد از سیگنال رفتن رخ دادند. هر کدام از اینها به‌طور مساوی و در ۱۲٫۵٪ موارد رخ می‌دادند. این سیگنال‌های جدید با تعویض رنگ مانیتور نمایش داده می‌شدند (قرمز برای حالت اول و زرد برای حالت دوم). ۷۵٪ از سیگنالهای رفتن سیگنالی به دنبای نداشتند و هدف شرکت کنندگان همان فشردن دکمه در سریع‌ترین حالت ممکن باقی ماند.
با دیدن سیگنال رفتن اولیه، شرکت کننده بلافاصله قصد دارد دکمه «رفتن» را فشار دهد. به شرکت کننده دستور داده می‌شد که در صورت مشاهده سیگنال توقف، قصد فوری خود را برای فشار دادن دکمه «رفتن» لغو کند. شرکت کننده در هنگام دیدن سیگنال «تصمیم بگیر» باید تصادفاً میان فشار دادن یا ندادن دکمه انتخاب کند. در آزمایش‌های «سیگنال تصمیم بگیر» باید از فشار دادن ناگهانی دکمه در هنگام دیدن سیگنال رفتن خودداری کند و بعد تصمیم بگیرد. به دلیل تصادفی بودن مدت تأخیر بعضی مواقع اینکار ممکن نبود (چرا که سیگنال ثانویه در بعضی مواقع بسیار دیر نمایش داده می‌شد).
آن آزمایش‌هایی که در آن نمونه بدون دیدن سیگنال بعدی به صورت ناگهانی به سیگنال رفتن واکنش نشان می‌داد نمایانگر زمان واکنش در حدود ۶۰۰ میلی ثانیه است. آن آزمایشاتی که در آنها سیگنال تصمیم خیلی دیر نشان داده شد، و شرکت کننده قبلاً انگیزه خود را برای فشار دادن دکمه رفتن را اعمال کرده بود نیز زمان واکنش در حدود ۶۰۰ میلی ثانیه است. آزمایشاتی که در آنها سیگنال توقف نشان داده شده و شرکت کننده با موفقیت به آن پاسخ داده‌است، زمان پاسخ را نشان نمی‌دهند. آزمایشاتی که در آنها یک سیگنال تصمیم‌گیری نشان داده شده‌است، و شرکت کننده تصمیم گرفته‌است دکمه رفتن را فشار ندهد، نیز زمان پاسخ را نشان نمی‌دهد.. آزمایشاتی که در آن یک سیگنال تصمیم‌گیری نشان داده می‌شود، و شرکت کننده قبلاً انگیزه خود را برای فشار دادن دکمه حرکت انتخاب نکرده‌است (که طبق فرضیه باید می‌کردند) ولی فرصت تصمیم‌گیری داشته زمان واکنش نسبتاً کند تری و در حدود ۱۴۰۰ میلی ثانیه را نشان می‌دهد.
از شرکت کننده در پایان آن «آزمایش تصمیم بگیرید» که در آن آنها واقعاً دکمه فشار را فشار داده‌اند پرسیده شده‌است که آیا آن را ناگهانی فشار داده‌اند یا بر اساس تصمیم آگاهانه ای که بعد از دیدن سیگنال گرفته‌اند. با این حال، براساس داده‌های زمان پاسخ، به نظر می‌رسد که بین زمانی که کاربر فکر می‌کند فرصت تصمیم‌گیری دارد، اختلاف وجود دارد (و در نتیجه فشار دادن ناگهانی نبوده)-در این مورد فشار دادن دکمه و وقتی که تصور می‌کردند ناگهانی آن را فشار داده‌اند (طبق سیگنال رفتن اولیه)-که سیگنال تصمیم برای پیروی کردن از آن نمایش داده شد.
این آزمایش شامل درخواست از داوطلبان برای پاسخ دادن به یک سیگنال برای رفتن با فشار دادن یک دکمه الکترونیکی «رفتن» در سریع‌ترین واکنش ممکن است. در این آزمایش سیگنال رفتن یک محرک دیداری بود که توسط یک مانیتور نشان داده می‌شد (مطابق با عکس یا چراغ سبز). مدت زمان واکنش شرکت کننده‌ها در این مرحله که «آزمایش‌های پاسخ اولیه» توصیف شد جمع‌آوری می‌شوند.
آزمایش‌های پاسخ اولیه نیز پیشرفت داده شدند به طوری که در ۲۵٪ سیگنالها برای رفتن بلا فاصله سیگنال «ایست» یا «تصمیم بگیر» نمایش داده می‌شد. بقیهٔ سیگنال‌ها با تأخیر و به‌طور تصادفی تا ۲ ثانیه بعد از سیگنال رفتن رخ دادند. هر کدام از اینها به‌طور مساوی و در ۱۲٫۵٪ موارد رخ می‌دادند. این سیگنال‌های جدید با تعویض رنگ مانیتور نمایش داده می‌شدند (قرمز برای حالت اول و زرد برای حالت دوم). ۷۵٪ از سیگنالهای رفتن سیگنالی به دنبای نداشتند و هدف شرکت کنندگان همان فشردن دکمه در سریع‌ترین حالت ممکن باقی ماند.
با دیدن سیگنال رفتن اولیه، شرکت کننده بلافاصله قصد دارد دکمه «رفتن» را فشار دهد. به شرکت کننده دستور داده می‌شد که در صورت مشاهده سیگنال توقف، قصد فوری خود را برای فشار دادن دکمه «رفتن» لغو کند. شرکت کننده در هنگام دیدن سیگنال «تصمیم بگیر» باید تصادفاً میان فشار دادن یا ندادن دکمه انتخاب کند. در آزمایش‌های «سیگنال تصمیم بگیر» باید از فشار دادن ناگهانی دکمه در هنگام دیدن سیگنال رفتن خودداری کند و بعد تصمیم بگیرد. به دلیل تصادفی بودن مدت تأخیر بعضی مواقع اینکار ممکن نبود (چرا که سیگنال ثانویه در بعضی مواقع بسیار دیر نمایش داده می‌شد).
آن آزمایش‌هایی که در آن نمونه بدون دیدن سیگنال بعدی به صورت ناگهانی به سیگنال رفتن واکنش نشان می‌داد نمایانگر زمان واکنش در حدود ۶۰۰ میلی ثانیه است. آن آزمایشاتی که در آنها سیگنال تصمیم خیلی دیر نشان داده شد، و شرکت کننده قبلاً انگیزه خود را برای فشار دادن دکمه رفتن را اعمال کرده بود نیز زمان واکنش در حدود ۶۰۰ میلی ثانیه است. آزمایشاتی که در آنها سیگنال توقف نشان داده شده و شرکت کننده با موفقیت به آن پاسخ داده‌است، زمان پاسخ را نشان نمی‌دهند. آزمایشاتی که در آنها یک سیگنال تصمیم‌گیری نشان داده شده‌است، و شرکت کننده تصمیم گرفته‌است دکمه رفتن را فشار ندهد، نیز زمان پاسخ را نشان نمی‌دهد.. آزمایشاتی که در آن یک سیگنال تصمیم‌گیری نشان داده می‌شود، و شرکت کننده قبلاً انگیزه خود را برای فشار دادن دکمه حرکت انتخاب نکرده‌است (که طبق فرضیه باید می‌کردند) ولی فرصت تصمیم‌گیری داشته زمان واکنش نسبتاً کند تری و در حدود ۱۴۰۰ میلی ثانیه را نشان می‌دهد.
از شرکت کننده در پایان آن «آزمایش تصمیم بگیرید» که در آن آنها واقعاً دکمه فشار را فشار داده‌اند پرسیده شده‌است که آیا آن را ناگهانی فشار داده‌اند یا بر اساس تصمیم آگاهانه ای که بعد از دیدن سیگنال گرفته‌اند. با این حال، براساس داده‌های زمان پاسخ، به نظر می‌رسد که بین زمانی که کاربر فکر می‌کند فرصت تصمیم‌گیری دارد، اختلاف وجود دارد (و در نتیجه فشار دادن ناگهانی نبوده)-در این مورد فشار دادن دکمه و وقتی که تصور می‌کردند ناگهانی آن را فشار داده‌اند (طبق سیگنال رفتن اولیه)-که سیگنال تصمیم برای پیروی کردن از آن نمایش داده شد.

#### منطق

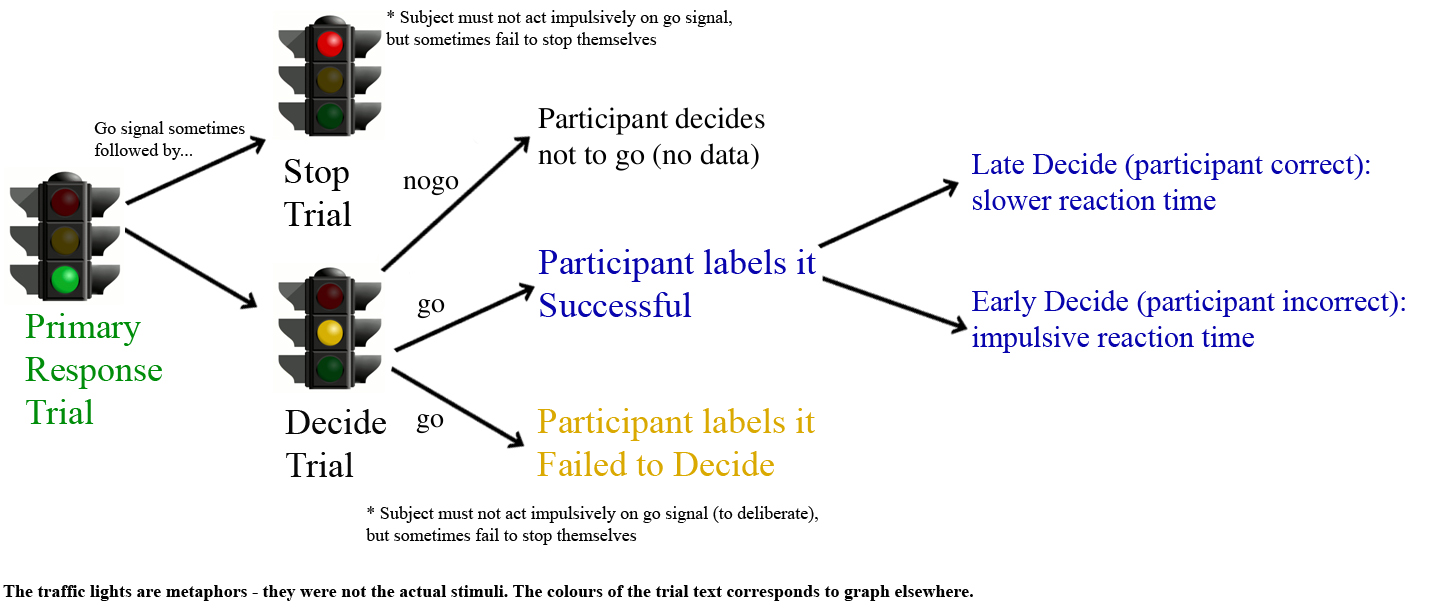
انواع مختلف آزمایش‌ها و نتایج مختلف احتمالی آنها

کوهن و براس می‌خواستند خودشناسی شرکت کنندگان را بسنجند. اولین قدم این بود که بعد از هر آزمایش تصمیم‌گیری، از شرکت کنندگان در مرحله بعدی سؤال می‌شد که آیا واقعاً وقت تصمیم‌گیری دارند یا خیر. به‌طور خاص، از داوطلبان خواسته شد که هر یک از در هر یک از آزمایش‌ها، تصمیم‌گیری ای را که به عنوان تصمیم‌گیری ناموفق (این نتیجه نتیجه عمل بدون اراده بر روی سیگنال اولیه) بود یا تصمیم موفق (نتیجه یک تصمیم عمدی) برچسب گذاری کنند. برای تصمیم‌گیری در مورد تقسیم آزمایشی به نمودار سمت راست توجه کنید: تصمیم‌گیری ناموفق و موفقیت‌آمیز؛ تقسیم بعدی در این نمودار (شرکت کننده درست یا نادرست) در پایان این آزمایش توضیح داده خواهد شد. توجه داشته باشید که محققان آزمایش‌های موفقیت‌آمیز شرکت کنندگان را به «تصمیم به رفتن» و «تصمیم به نرفتن» مرتب‌سازی کردند، اما در مورد آزمایش‌های نرفتن نگران نبودند، زیرا آنها به هیچ داده RT ای دست پیدا نکردند (و درهیچ کجا نمودار سمت راست نشان داده نمی‌شوند). توجه داشته باشید که آزمایش‌های موفقیت‌آمیز ایست هم داده RT را ارائه نمی‌دهند.
کوهن و براس اکنون می‌دانستند که چه انتظاری باید داشته باشند: آزمایش‌های پاسخ اولیه، هر آزمایش ایست ناموفق و آزمایش‌های «عدم تصمیم‌گیری» همه مواردی بودند که شرکت کننده آشکارا به صورت غیرارادی عمل می‌کرد - آنها همان RT سریع را نشان می‌دهند. در مقابل، آزمایش‌های «تصمیم موفقیت آمیز» (جایی که تصمیم «رفتن» بود و نمونه به حرکت درمی‌آمد) باید RT آرامی نشان دهد. احتمالاً، اگر تصمیم‌گیری در مورد مخالفت کردن فرایندی خودآگاهانه است، داوطلبان نباید در تشخیص غیرارادی کاری از موارد عمدی بودن یک حرکت مشکلی داشته باشند. باز هم، این مهم است، زیرا تصمیم‌گیری در آزمایش‌ها مستلزم این است که شرکت کنندگان به خودشناسی اعتماد کنند. توجه داشته باشید که آزمایش‌های ایست نمی‌توانند خودشناسی را آزمایش کنند زیرا اگر نمونه حرکتی کند، برای آنها واضح است که واکنش غیرارادی نشان داده‌اند.

#### نتایج و پیامدها

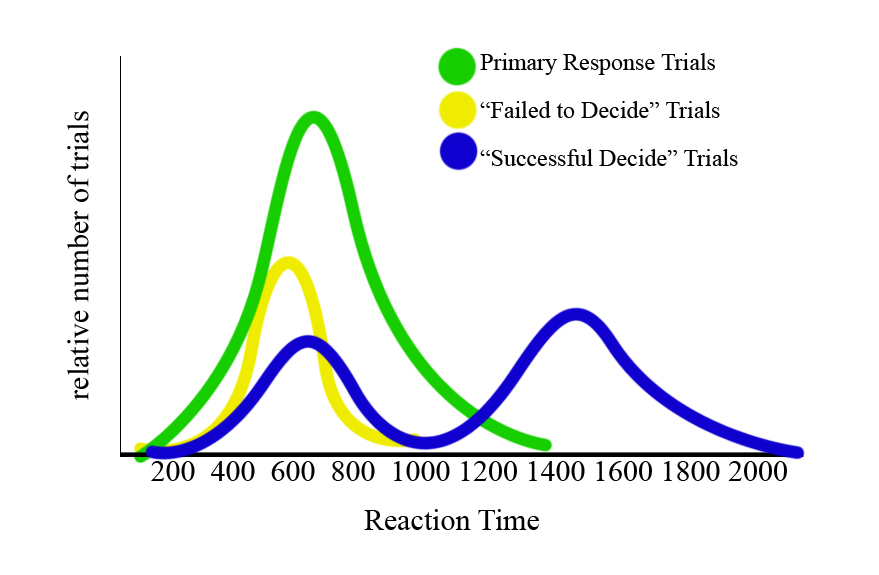
توزیع کلی زمان واکنش برای آزمایش‌های مختلف. به زمان دو قله برای آزمایش‌ها با عنوان «تصمیم موفق» توجه کنید.

جای تعجب نیست که نتایج ثبت شده برای آزمایش‌های پاسخ اولیه، آزمایش‌های متوقف شده ناموفق و آزمایش‌های «عدم تصمیم‌گیری»، همه RTهای مشابه را نشان می‌دهند:: به نظر می‌رسد ۶۰۰ میلی ثانیه نشان دهنده عملی غیرارادی است که بدون فرصت برای اندیشیدن، انجام شده‌است. توضیح آنچه که این دو محقق در ادامه یافتند به همین آسانی نبود: در حالی که برخی از آزمایش‌های «تصمیم موفقیت‌آمیز»، RT کندی را برای گفتگو نشان می‌دهد (به‌طور متوسط حدود ۱۴۰۰ میلی ثانیه)، شرکت کنندگان همچنان بسیاری از اقدامات تکانشی را «تصمیم موفقیت‌آمیز» عنوان کرده بودند. این نتیجه حیرت‌انگیز است زیرا شرکت کنندگان نباید در شناسایی آنکه کدام عملکرد نتیجه آگاهانه «من مخالفت نمی‌کنم» بود و و کدام اقدامات واکنش‌های غیرمنتظره و تکانشی به سیگنال اولیه بود، مشکلی می‌داشتند. همان‌طور که نویسندگان توضیح می‌دهند:
[نتایج آزمایش] به وضوح علیه این فرضیه لیبت استدلال می‌کند که می‌تواند آگاهانه فرایند مخالفت کردن را آغاز کند. وی از مخالفت کردن استفاده کرد تا دوباره امکان کنترل اقدامات آغاز شده ناخودآگاه را فراهم کند. اما از آنجائیکه نمونه در مشاهده بسیار دقیق نیستند [به جای عمدی، غیرارادی عمل کردند]، نمی‌توان آگاهانه اقدام به مخالفت کردن کرد.
به نظر می‌رسد که در آزمایش‌های تصمیم‌گیری، شرکت کنندگان قادر به شناسایی قابل اعتمادی نبودند - حداقل براساس سیگنالهای داخلی - که آیا واقعاً وقت تصمیم‌گیری داشته‌اند یا خیر. نویسندگان توضیح می‌دهند که سازگاری این نتیجه با ایده مخالفت کردن آگاهانه دشوار است، اما فهم آنکه این مخالفت کردن فرایندی ناخودآگاه در نظر گرفته شده یا نه، ساده است؛ بنابراین به نظر می‌رسد که قصد حرکت نه تنها ممکن است از ضمیر ناخودآگاه ناشی شود، بلکه تنها در صورت مهار ناخودآگاه ممکن است مهار شود. این نتیجه‌گیری می‌تواند حاکی از آن باشد که پدیده «آگاهی» بیشتر از داوری مستقیم، یک توصیف است. (یعنی پردازش ناخودآگاه باعث ایجاد همه افکار می‌شود و این افکار دوباره ناخودآگاه پردازش می‌شوند)

#### انتقاد
پس از آزمایش‌های فوق، نویسندگان نتیجه گرفتند که افراد گاهی نمی‌توانند بین «تولید یک عمل بدون توقف و توقف یک عمل قبل از شروع داوطلبانه» تمایز قائل شوند، یا به عبارت دیگر، آنها نمی‌توانند بین عملکردهای فوری و غیرارادی در مقابل تأخیر در تأمل تفاوت قائل شوند. به‌طور واضح، یک فرض از نویسندگان این است که تمام اقدامات اولیه (۶۰۰ میلی ثانیه) ناخودآگاه هستند، و همه اقدامات بعدی آگاهانه هستند. این نتیجه‌گیری‌ها و مفروضات هنوز در ادبیات علمی بحث نشده یا حتی تکرار نشده‌اند (این یک مطالعه‌ای است که اخیراً انجام شده).
نتایج آزمایش که در آن داده‌های به اصطلاح «تصمیم موفقیت آمیز» مشاهده شد (با درنظر گرفتن زمان طولانی‌تر اندازه‌گیری شده) ممکن است برای درک ما از نقش آگاهی به عنوان تعدیل کننده یک عمل یا پاسخ معین، پیامدهای احتمالی داشته باشد، و این پیامدهای احتمالی صرفاً بدون دلایل معتبر قابل حذف یا نادیده گرفتن نیست، به ویژه هنگامی که نویسندگان این آزمایش اظهار داشتند که آزمایش‌های دیرهنگام به‌طور دقیق تصمیم‌گیری شده‌است.
شایان ذکر است که لیبت به‌طور مداوم به مخالفت کردن در اقدامی که به صورت درون زا آغاز شده‌است، اشاره می‌کند؛ یعنی مخالفت کردنی که در غیاب نشانه‌های خارجی اتفاق می‌افتد، در عوض فقط به نشانه‌های داخلی (در صورت وجود) متکی است. این مخالفت کردن ممکن است نوع دیگری از مخالفت کردن، با آنچه که کوهن و براس با استفاده از سیگنال تصمیم خود بررسی کرده‌اند، باشد.
دانیل دنت همچنین استدلال می‌کند که از آزمایش‌های بنجامین لیبت که ظاهراً عدم وجود اراده آگاهانه است، نمی‌توان نتیجه روشنی در مورد اراده گرفت. به گفته دنت ، ابهاماتی در زمان وقایع مختلف وجود دارد. لیبت می‌گوید که چه زمانی پتانسیل آمادگی به‌طور عینی و با استفاده از الکترود رخ می‌دهد، اما برای تعیین زمان تصمیم‌گیری آگاهانه، به موضوع گزارشگر عقربه ساعت متکی است. همان‌طور که دنت خاطرنشان کرد، این فقط گزارشی است که در آن به نظر می‌رسد چیزهای مختلف با هم جمع می‌شوند، نه گزارشی از زمان عینی که در آنها واقعاً اتفاق می‌افتد:
فرض کنید لیبت می‌داند که پتانسیل آمادگی شما در میلی ثانیه ۶۸۱۰ آزمایش تجربی به اوج خود رسیده‌است و نقطه ساعت در میلی ثانیه ۷٬۰۰۵ مستقیماً پایین است. (همان چیزی است که شما وقتی مشاهده کرده‌اید، گزارش کردید) چند میلی ثانیه باید به این تعداد اضافه کند تا زمانی را که از آن آگاه بودید را بدست آورد؟ نور تقریباً بلافاصله از سمت ساعت شما به کره چشم می‌رسد، اما مسیر سیگنال‌ها از شبکیه، از طریق هسته ژنتیکی جانبی به قشر مقطعی ۵ تا ۱۰ میلی ثانیه طول می‌کشد - کسری ضعیف از ۳۰۰ میلی ثانیه جبران شده، اما چه مدت طول می‌کشد آنها را به شما برساند. (یا آیا در قشر مقطعی قرار دارید؟) سیگنالهای بصری باید قبل از رسیدن به هر کجا که لازم است وارد شوند، پردازش شوند تا شما همزمان تصمیم آگاهانه بگیرید. به‌طور خلاصه، روش لیبت پیش فرض این است که بتوانیم محل تلاقی دو مسیر را پیدا کنیم:
رسیدن به خودآگاهی سیگنال‌ها که تصمیم برای حرکت ناگهانی را نمایش می‌دهند
رسیدن به خودآگاهی سیگنال‌هایی که دوران‌های پشت سرهم ساعت را نمایش می‌دهند.
این اتفاقات درکنار هم رخ می‌دهند به طوری که به صورت همزمان قابل بررسی اند.

### نقطه غیرقابل برگشت
در آغاز سال ۲۰۱۶، PNAS مقاله ای توسط محققان در برلین، آلمان، انجام شد را منتشر کرد. نقطه غیرقابل بازگشت در لغو کردن حرکات خود آغاز که در آن نویسندگان تحقیق می‌کردند که نمونه انسانی آیا توانایی لغو یک عمل را بعد از دیده شدن پتانسیل آمادگی دارد یا خیر. (در این تحقیق، یک حرکت پا). پتانسیل آمادگی که توسط کورنهابر و دیک درسال ۱۹۶۵ کشف شد، یک نمونه از فعالیت الکتریکی ناخودآگاه در درون قشر حرکتی مغز، توسط نوار مغزی که لحظه‌هایی قبل از انجام یک حرکت توسط یک فرد رخ می‌دهد را اندازه‌گیری کرد: به عنوان یک سیگنال که مغز " در حال آماده شدن " برای اجرای حرکت است، در نظر گرفته می‌شود. مطالعه مدرکی پیدا کرد که این اعمال، حتی بعد زا دیده شدن پتانسیل آمادگی نیز قابل لغو اند (یعنی بعد از این که مشاهده شد، مغز درحال آماده شدن برای انجام عمل است). محققان معتقدند که این شواهدی برای وجود حداقل مقداری اختیار در انسان است: در گذشته بحث کردیم که، با توجه به ذات ناخودآگاه آمادگی پتانسیل و کارآمدی آن برای پیش‌بینی حرکت یک فرد، این‌ها حرکاتی هستند که توسط مغز بدون دخالت اراده خودآگاه فرد در مغز آغاز می‌شود. مطالعه نشان داد که نمونه‌ها می‌توانند این سیگنال‌ها را نادیده بگیرند، و حرکتی که انجام آن توسط پتانسیل آمادگی درحال آماده‌سازی بود، متوقف شود. بعلاوه، محققان " نقطه بدون بازگشت " را پیدا کردند: وقتی که پتانسیل آمادگی برای یک حرکت دیده می‌شود، فرد می‌تواند از انجام آن حرکت خود داری کند اگر حداقل ۲۰۰ میلی ثانیه قبل از شروع حرکت باشد. بعد از این نقطه، فرد دیگر نمی‌تواند از انجام این حرکت خود داری کند. در گذشته، کورنهابر و دیک تأکید کردند که، نبود اراده خودآگاه در اوایل پتانسیل آمادگی (BP1 نام گذاری شده) اثباتی برای نبود اختیار نیست، همان‌طور که برنامه‌ریزی‌های ناخود آگاه ممکن است آزاد و نامعین باشد. طبق پیشنهاد آنها، انسان آزادی نسبی دارد، یعنی درجاتی از آزادی که می‌تواند در انتخابات عمدی که هم فرایند خودآگاه و هم فرایند ناخودآگاه را دخیل می‌کند، افزایش یا کاهش یابند.

### پیش‌بینی نورونی اختیار
علی‌رغم انتقادها، آزمایش‌ها هنوز در تلاش اند که اطلاعاتی جمع‌آوری کنند که این ایده را که " اراده " خودآگاه می‌تواند توسط فعالیت مغز پیش‌بینی شود را حمایت کند. یادگیری ماشین Fmri از فعالیت مغزی (آنالیز الگو چند متغیره) برای پیش‌بینی انتخاب یک دکمه (چپ یا راست) توسط یک کاربر تا ۷ ثانیه قبل از گزارش اراده برای انجام آن، استفاده می‌شد. نواحی ای از مغز که برای پیش‌بینی با موفقیت آموزش دیده‌اند شامل قشر پیشانی و قشر posterior cingulate cortex هستند. برای مطمئن شدن از گزارش زمان‌بندی اراده خودآگاه برای عمل، آنها به شرکت کنندگان دنباله ای از فریم‌ها از حروف تکی) با فاصله زمانی ۵۰۰ میلی ثانیه) نشان دادند و شرکت کنندگان موقع فشار دادن دکمه (راست یا چپ) باید اعلام می‌کردند که موقع تصمیم‌گیری برای فشار دادن چه حرفی را دیده‌اند. این مطالعه یک گزارش آماری قابل ملاحظه با دقت ۶۰٪ را ارائه داد، که ممکن است با محیط آزمایش، محدودیت داده‌های یادگیری ماشین (زمان صرف شده برای Fmri) و دقت وسایل محدود شده باشد.
یک نوع دیگری از آزمایش آنالیز الگو چند متغیره Fmri با استفاده از یک مسئله انتزاعی تصمیم‌گیری ارائه شد، در تلاش برای حذف احتمال این که توانایی‌های پیش‌بینی محصولی از انگیزه حرکتی ایجاد شده باشد. هر فریم مانند قبل یک حرف مرکزی، و همچنین یک شماره مرکزی داشت و ۴ " شماره جواب‌ها " ممکن بود. شرکت کنندگان اول در ذهنشان انتخاب کردند که می‌خواهند عملیات جمع یا تفریق را انجام دهند، و موقعی که این تصمیم را می‌گیرند حرف مرکزی که موقع تصمیم‌گیری می‌بینند را به ذهن می‌سپارند. سپس شرک کننده یک عملیات ریاضی را بر پایه شماره دو فریم مرکزی بعدی که می‌بیند، انجام می‌دهد. شرکت کننده در فریم بعدی یک "شماره جواب " مرتبط با حاصل عملیات ریاضی انتخاب می‌کند. و سپس به شرکت کنندگان فریمی نشان داده می‌شد که به آنها اجازه می‌داد که حرف مرکزی را که موقع تصمیم‌گیری دیده‌اند، نشان دهد. این آزمایش قابلیت پیش‌بینی مغز را تا ۵ ثانیه قبل از اراده خودآگاه برای عمل کشف کرد.
آنالیز الگو چند متغیره با استفاده از نوار مغز نشان داد که یک مدل تصمیم‌گیری ادراکی که بر پایه مدرک است می‌تواند در تصمیم‌های اختیاری قابل استفاده باشد. متوجه شدند که تصمیمات می‌توانند توسط فعالیت مغزی بلافاصله بعد از محرک ادراکی، پیش‌بینی شوند. بعلاوه وقتی که شرکت کننده نمی‌توانست ذات محرک را تعیین کند تاریخچه تصمیمات اخیر، فعالیت نورونی را پیش‌بینی می‌کرد. نقطه شروع تجمع مدارک در واقع به سمت انتخاب قبلی تغییر یافته‌است. مطالعه دیگر نشان داده‌است که مقدمات اولیه یک شرکت کننده برای نتیجه تصمیم خاص (نشان دادن نشانه ای برای ۱۳ میلی ثانیه) می‌تواند برای تأثیر بر نتایج تصمیم‌گیری آزاد استفاده شود. همچنین، مشخص شده‌است که از تاریخ تصمیم‌گیری به تنهایی می‌توان برای پیش‌بینی تصمیمات آینده استفاده کرد. قابلیت پیش‌بینی سون و همکارانش در سال (۲۰۰۸) با استفاده از یک مدل خطی SVM که فقط بر اساس تاریخچه تصمیم‌گیری شرکت کننده بود (بدون هیچ گونه اطلاعاتی از فعالیت) با موفقیت تکرار شد. با وجود این، یک مطالعه اخیر تلاش کرده‌است تا کاربرد مدل تصمیم‌گیری ادراکی را در تصمیمات اختیاری تأیید کند. وقتی که یک محرک مخفی و در نتیجه نامرئی به شرکت کنندگان نشان داده شد، از آنها درخواست کردند که یا بین یک کتگوری حدس بزنند یا یک تصمیم آزاد برای کتگوری خاص بگیرند. آنالیز الگو چند متغیره با استفاده از Fmri می‌تواند اطلاعات " تصمیم آزاد" آموزش ببیند تا با موفقیت "تصمیم‌های حدسی " را پیش‌بینی کنند و درمورد اطلاعات حدسی آموزش ببیند تا " تصمیمات آزاد " را پیش‌بینی کنند.
وظایف پیش‌بینی تصمیم داوطلبانه معاصر، بر پایه احتمالی امضاهای نورونی برای تصمیم‌های پیش آگاهی که می‌تواند مرتبط با فرایند پردازش آگاهی کمتر به جای فرایند ناخودآگاه باشد ، انتقاد شده‌است. افراد ممکن است قبل از تهیه گزارش از تصمیم خود آگاه باشند ولی در عین حال به چندین ثانیه برای اطمینان نیاز داشته باشند. با این حال، اگر همه چیز در مرحله ای به خودآگاهی برسد (و هدف از تعریف سیستم‌های جداگانه)، چنین مدلی توضیح نمی‌دهد که چه چیزی ناخودآگاه باقی مانده‌است. اما محدودیت‌ها در تحقیقات پیش‌بینی اختیار، تا به حال باقی مانده‌اند. به‌طور خاص، پیش‌بینی قضاوت‌هایی از فعالیت مغز که شامل فرایندهای فکری، که به جای ثانیه‌ها دقایقی قبل از اراده آگاهانه برای عمل شروع می‌شود، از جمله رد تمایلات متضاد. به‌طور کلی دیده می‌شود که اینها محصول توالی قضاوتهای جمع‌آوری شده شواهد هستند.

## پدیده‌های مرتبط دیگر

### ساخت گذشته نگرانه
پیشنهاد شده که احساس نویسندگی توهم است. علت‌های ناخودآگاه تفکر و عمل باعث تفکر و عمل می‌شوند. در حالی که اختیار تفکرات و اعمال را به عنوان امری مرتبط با ارادهٔ آگاه تجربه می‌کند. ممکن است که برای اختیار به دلیل مزیت تکاملی که همراه با شک اینکه همیشه عاملی دارد کاری انجام می‌دهد تعیین تکلیف بیش از حد کنیم. ایده پشت ساخت گذشته نگر این است که، گرچه بخشی از احساس اختیار «بله، من این کار را کردم» به نظر در هنگام عمل رخ می‌دهد و همچنین این فرایند بعد از عمل نیز رخ می‌دهد تا احساس کامل اختیار را پی ریزی کند.
پردازش اختیار ناخودآگاه حتی می‌تواند در لحظه نحوه درک زمان احساسات یا اعمال را نیز تغییر دهد. کون و برس از ساخت گذشته نگر برای توضیح دو قلهٔ زمان واکنش «تصمیم موفقیت آمیز» به کار گرفتند. آنها پیشنهاد دادند که آزمایشهای تصمیم با تأخیر در واقع عمدی بوده‌اند اما آزمایشهای تصمیم ناگهانی که باید برچسب «ناموفق در تصمیم‌گیری» بر آنها زده می‌شد در طول فرایند اختیار ناخودآگاه به اشتباه گرفته شدند. آنها می‌گویند که «افراد به اینکه بر فرآیندهای شناختی خود دسترسی دارند پافشاری می‌کنند» در حالی که ما مقدار زیادی پردازش ناخودآگاه را قبل از اینکه درک آگاهانه رخ دهد به‌طور اتوماتیک انجام می‌دهیم.
انتقاد به ادعاهای واگنر در مورد اهمیت توهم درون نگری برای مفهوم اختیار منتشر شده‌است.

### دستکاری انتخاب

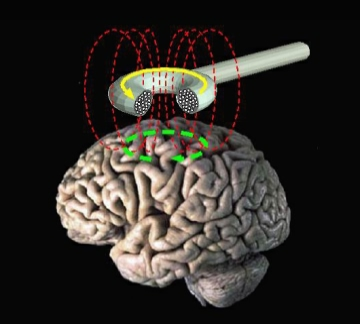
برای تحریک مغناطیسی مغز از مغناطیس استفاده می‌کند تا با خیال راحت بخشی از مغز را تحریک یا مهار کند.

تحقیقات نشان می‌دهد که درک احساس مبتکر یک انتخاب خاص بودن می‌تواند توسط TMS دستکاری شود. آزمایشها نشان می‌دهد که محرک‌های نورونی می‌توانند در حالی که نمونه‌ها ارادهٔ آزاد را به‌طور سالم تجربه می‌کنند روی اینکه کدام دست را بالا می‌برند تأثیر گذار باشد. یک مطالعه اولیه TMS نشان داد که فعال کردن یک طرف نئوکورتکس می‌تواند برای تعصب انتخاب دست طرف مقابل فرد در یک کار تصمیم‌گیری انتخاب اجباری استفاده شود. آمون و گاندویا متوجه شدند که ممکن است با تحریک کردن نواحی پیشانی با تحت تأثیر قرار دادن نیم کرهٔ چپ یا راست مغز توسط TMS می‌توانند در انتخاب دست (راست یا چپ) افراد تأثیر بگذارند. افراد راست دست به‌طور معمول تصمیم می‌گیرند که ۶۰٪ از اوقات دست راست خود را حرکت دهند. اما وقتی نیمکره راست تحریک می‌شد، در عوض ۸۰٪ از اوقات دست چپ خود را انتخاب می‌کردند (به یاد بیاورید که نیمکره راست مغز مسئول سمت چپ بدن و نیمکره سمت چپ بدن مسئول راست است). علیرغم تأثیر خارجی در تصمیم‌گیری، افراد با ادامه این باور که انتخاب دستشان آزادانه انجام شده‌است، گزارش خود را دادند. در آزمایشی به دنبال آن آلوارو پاسکال-لیون و همکارانش به نتایج مشابهی دست یافتند و به علاوه متوجه شدند که محرک TMS باید در فاصله زمانی ۲۰۰ میلی ثانیه که با نتایج آزمایش لیبت همخوتنی دارد رخ دهد.
در اواخر سال ۲۰۱۵، تیمی از محققان از انگلستان و ایالات متحده مقاله ای منتشر کردند که یافته‌های مشابهی را نشان می‌داد. محققان نتیجه گرفتند که «پاسخ‌های حرکتی و انتخاب دست را می‌توان با استفاده از tDCS تعدیل کرد». اگرچه تکرار دیگری توسط سون و همکارانش نتوانست نتایج مشابهی را بدست آورد. بعدها، جفری گری در کتاب خودآگاهی اش نوشت:نزدیک شدن به مشکل سختی که آزمایش‌ها مربوط که میدان‌های الکترومغناطیسی بر عملکرد مغز چه تأثیری دارند در جهان نتیجه منفی به همراه داشته‌است.

### دستکاری قصد درک شده برای حرکت
مطالعات مختلف نشان می‌دهد که می‌توان قصد درک شده (حرکت) را دستکاری کرد. مطالعات بر روی ناحیه حرکتی قبل از قشر حرکتی مغز (pre-SMA) متمرکز شده‌است، که در آن پتانسیل آمادگی نشانگر آغاز پیدایش حرکتی توسط نوار مغزی ثبت شده‌است. در یک مطالعه، تحریک مستقیم قبل از SMA باعث شد داوطلبان احساس قصد خود را گزارش دهند و تحریک کافی در همان منطقه باعث حرکت جسمی شود. در یک مطالعه مشابه، مشخص شد که افرادی که هیچ گونه آگاهی بصری از بدن خود ندارند، می‌توانند با تحریک نواحی پیش ازموتور، اندام‌های خود را بدون داشتن هیچ گونه آگاهی از این حرکت، تحریک کنند. هنگامی که parietal cortex آنها تحریک شد، آنها انگیزه (قصد) برای حرکت دادن یک اندام خاص را گزارش کردند (که آنها می‌خواستند این کار را انجام دهند). علاوه بر این، تحریک parietal cortices منجر به توهم حرکت بدون انجام این کار شد.
این نشان می‌دهد که آگاهی از قصد حرکت به معنای واقعی کلمه "احساس" حرکت اولیه بدن است، اما مطمئناً علت آن نیست. مطالعات دیگر حداقل پیشنهاد کرده‌اند که "فعال شدن بیشتر SMA , SACC و مناطق جداری در حین و پس از اجرای اقدامات تولید شده در داخل نشان می‌دهد که یکی از ویژگی‌های مهم تصمیمات داخلی، پردازش نورونی خاص است که در حین و پس از اقدام مربوط انجام می‌شود؛ بنابراین، به نظر می‌رسد که آگاهی از زمان قصد، پس از اجرای اقدام مربوط، مطابق با دوره زمانی فعالیت نورونی مشاهده شده در اینجا، کاملاً ثابت شده‌است. "
آزمایش دیگر شامل یک تخته الکترونیکی ویجا بود که در آن حرکات دستگاه توسط آزمایشگر انجام می‌شد، در حالی که شرکت کننده اعتقاد داشت که آنها کاملاً خود هدایت شده‌اند. آزمایشگر دستگاه را گاه به گاه متوقف می‌کرد و از شرکت کننده می‌پرسید که چقدر خودشان احساس می‌کنند می‌خواهند جلوی آن را بگیرند. شرکت کننده همچنین به کلمات موجود در هدفون گوش می‌داد و مشخص شد که اگر آزمایشگر در کنار جسمی که از طریق هدفون وارد می‌شود متوقف شود، احتمال اینکه بگویند می‌خواهد در آنجا متوقف شود، بیشتر است. اگر شرکت کننده فکر خود را در زمان عمل درک کند، آن را به عنوان عمدی تعیین می‌کنند. نتیجه‌گیری شد که یک توهم شدید از درک علیت مستلزم: اولویت (ما تصور می‌کنیم که فکر باید قبل از عمل باشد)، قوام (فکر در مورد عمل است) و انحصاریت (هیچ دلیل آشکار یا فرضیه دیگری) وجود ندارد.
لاو و همکاران آزمایشی را طراحی کردند که در آن افراد به ساعت آنالوگی نگاه می‌کنند و نقطه قرمز به دور صفحه حرکت کند. به افراد گفته شد هر زمان که قصد انجام این کار را داشتند، روی دکمه ماوس کلیک کنند. به یک گروه پالس تحریک مغناطیسی مغز (TMS) داده شد و به گروه دیگر TMS ساختگی داده شد. به افرادی که در شرایط قصد به عمل بودند گفته شد که نشانگر را هنگامی که تمایل به فشار دکمه را احساس کردند، به آنجا برسانند. در حالت حرکت، افراد با فشار دادن فیزیکی دکمه، مکان نما را به جایی که بود منتقل می‌کردند. نتایج نشان داد که TMS قادر بود قصد درک شده را ۱۶ میلی ثانیه به جلو منتقل کند و ۱۴ میلی ثانیه را برای شرایط حرکت به عقب منتقل کند. قصد ادراک شده می‌تواند تا ۲۰۰ میلی ثانیه پس از اجرای عمل خود به خودی دستکاری شود، این نشان می‌دهد که درک قصد پس از حرکات حرکتی اجرایی رخ داده‌است. غالباً تصور می‌شود که اگر اراده آزاد وجود داشته باشد، نیاز به قصد ایجاد علتی برای رفتار است. این نتایج نشان می‌دهد که قصد ممکن است منبع علیت همه رفتارها نباشد.

### مدل‌های مرتبط
ایدهٔ اینکه قصد همزمان با (به جای علیت بودن) حرکت رخ می‌دهد یادآور «مدل‌های پیشرو کنترل حرکت» است(FMMC)، که برای توضیح سخنرانی درونی (با خود حرف زدن) از آن استفاده می‌شود. FMMCها برای توصیف جریان‌های موازی استفاده می‌شود:حرکت به صورت موازی با پیش‌بینی‌های دیگر حرکت پردازش می‌شود؛ اگر حرکت با پیش‌بینی همخوانی داشته باشد احساس اختیار رخ می‌دهد.FMMCها در آزمایشهای مرتبط دیگری نیز بکار می‌روند. متکالف و همکارانش از یک FMMC برای توضیح اینکه چگونه داوطلبان تعیین می‌کنند که در یک بازی کامپیوتری در کنترل هستند. از طرفی آنها فاکتورهای دیگری را نیز تصدیق می‌کنند. نویسندگان احساس اختیار را موصوف به مطلوبیت نتایج و پردازش از بالا به پایین می‌کنند (استدلال و استنباط در مورد شرایط).
در این مورد به دلیل استفاده از مدل پیشرو است که یک نفر می‌تواند تصور کند که چگونه فرایندهای خود آگاهی می‌تواند نتیجهٔ فرایند پیش‌بینی باشد. اگر خود آگاه کپی وابسته به اعمال و رد کردن‌های (vetoes) اجرا شده باشد، در نتیجه خودآگاهی شبیه به یک راوی برای اتفاقاتی که در بدن می‌افتد، و یک راوی ناکامل است. هاگارد با خلاصه کردن اطلاعاتی که از ضبط فعالیت نورون‌ها بدست آورده می‌گوید «این داده‌ها این تصور را ایجاد می‌کنند که قصد آگاهانه فقط نتیجه ذهنی عملی است که در شرف وقوع است». پردازش موازی به ما کمک می‌کند که توضیح دهیم چگونه نوعی اختیار خلاف علت(contra-causal free will) را حتی اگر تعیین شده باشد تجربه می‌کنیم.
اینکه چگونه مغز آگاهی را تولید می‌کند هنوز مشخص نیست، و حل این مسئله تأثیر بسزایی روی مسئله اختیار می‌گذارد. مدل‌های متعددی پیشنهاد شده‌اند، برای مثال مدل پیش نویس‌های متعدد(multiple drafts model) که می‌گوید هیچ تئاتر دکارتی مرکزی ای وقتی که تجربهٔ خود آگاه به نمایش گذاشته می‌شود وجود ندارد، بلکه خودآگاهی در سرتاسر مغز موجود است. این مدل تأخیر بین تصمیم و متوجه شدن آگاهانه را به عنوان تجربهٔ همه چیز در پشت یک «نوار فیلم» پیوسته که از تصمیم آگاهانه می‌آید را توضیح می‌دهد. در مقابل، مدلهایی از ماتریالیسم دکارتی وجود دارد که توسط علوم اعصاب به رسمیت شناخته شده‌اند، که می‌گویند ممکن است قسمت‌های خاصی از مغز برای انبار کردن اطلاعات خودآگاهی موجود باشند؛ اما این امکان وجود ارادهٔ خود خودآگاهانه را حذف نمی‌کند. مدل‌های دیگری مانند epiphenomenalism می‌گویند که ارادهٔ آزاد توهم است، و این آگاهی یک محصول جانبی از حالتهای فیزیکی جهان است. کار در این بخش هنوز بسیار در حد حدس و گمان است و محققان هیچ مدل آگاهی را ترجیح نمی‌دهند.

### اختلالات مربوط به مغز
اختلالات مختلف مغزی نقش فرایندهای ناخودآگاه مغز را در کارهای تصمیم‌گیری دخیل می‌کند. توهمات شنوایی تولید شده توسط اسکیزوفرنی به نظر می‌رسد در اراده و رفتار آنها نمایان می‌شود. نیم کره چپ مغز افرادی که نیمکره آنها قطع شده‌است، برای اختراع توضیحاتی در مورد حرکت بدن که توسط نیمکره مخالف (راست) آغاز شده‌است مشاهده شده‌است، شاید بر اساس این فرضیه که اعمال آنها آگاهانه اراده می‌شود. به همچنی، افراد مبتلا به "سندرم دست بیگانه " به عنوان افرادی که برخلاف میل خود حرکت‌های پیچیده‌ای را انجام می‌دهند، شناخته می‌شوند.

### مدل‌های نورونی عملکرد ارادی
یک مدل نورونی برای اقدام ارادی ارائه شده توسط هاگارد شامل دو جریان اصلی است. اولین مورد شامل سیگنالهای مقدماتی اولیه، قصد و مشورت اولیه، پتانسیل آمادگی / آمادگی حرکتی، اجرای اعمال حرکتی است. دومین شامل جریان حرکت جداری برای اعمال هدایت شونده توسط اجسام(object-guided actions) است، برای مثال چنگ زدن به ریسمان. وی پیشنهاد کرد که اقدام داوطلبانه شامل ورودی محیط خارجی، انگیزه ها/دلایل برای انجام عملی،انتخاب عمل و وظیفه، یک بررسی پیش‌بینی نهایی و اجرای عمل است. مدل عصبی دیگر برای اقدام داوطلبانه نیز شامل تصمیمات چه چیزهایی، چه زمانی و چه مواردی است و مولفهٔ «چه» تصمیمات به عنوان تابعی از anterior cingulate cortex که مشمول نظارت بر درگیری است در نظر گرفته می‌شود. زمانبندی تصمیمات به عنوان تابعی از preSMA and SMA که مشمول آمادگی حرکت است در نظر گرفته می‌شود. و در آخر مولفهٔ «چه مواردی» که به عنوان تابعی از dorsal medial prefrontal cortex در نظر گرفته می‌شود.

### چشم‌انداز
مارتین سلیگمن و دیگران از رویکرد کلاسیک در علم که حیوانات و انسان را «رانده شده توسط گذشته» می‌داند انتقاد می‌کنند و در عوض پیشنهاد می‌کنند که افراد و حیوانات برای ارزیابی چشم‌اندازهایی که با آنها روبرو هستند از تجربه استفاده کنند. ادعا می‌شود که این اقدام هدفمند شامل ارزیابی امکاناتی است که قبلاً هرگز رخ نداده‌اند و از نظر تجربی قابل تأیید است.
سلیگمن و دیگران معتقدند که اختیار و نقش ذهنیت در خودآگاهی با اتخاذ دید «آینده نگرانه» به شناخت و اینکه «جمع آوری شواهد در طیف گسترده‌ای از تحقیقات نشان از تغییر در چارچوب دارد» قابل فهم تر است.